# 핀란드사 연표

## 선사시대
- 기원전 250000년경-기원전 75000년경: 오늘날의 크리스티난카우풍키의 수실루올라 동굴에 원시인 거주 (논란 있음)
- 기원전 8000년경: 바이흐젤 빙하의 후퇴로 핀란드 땅이 드러나고 최초의 현생인류가 핀란드에 상륙

### 중석기 시대(기원전 8700년경-기원전 5100년경)

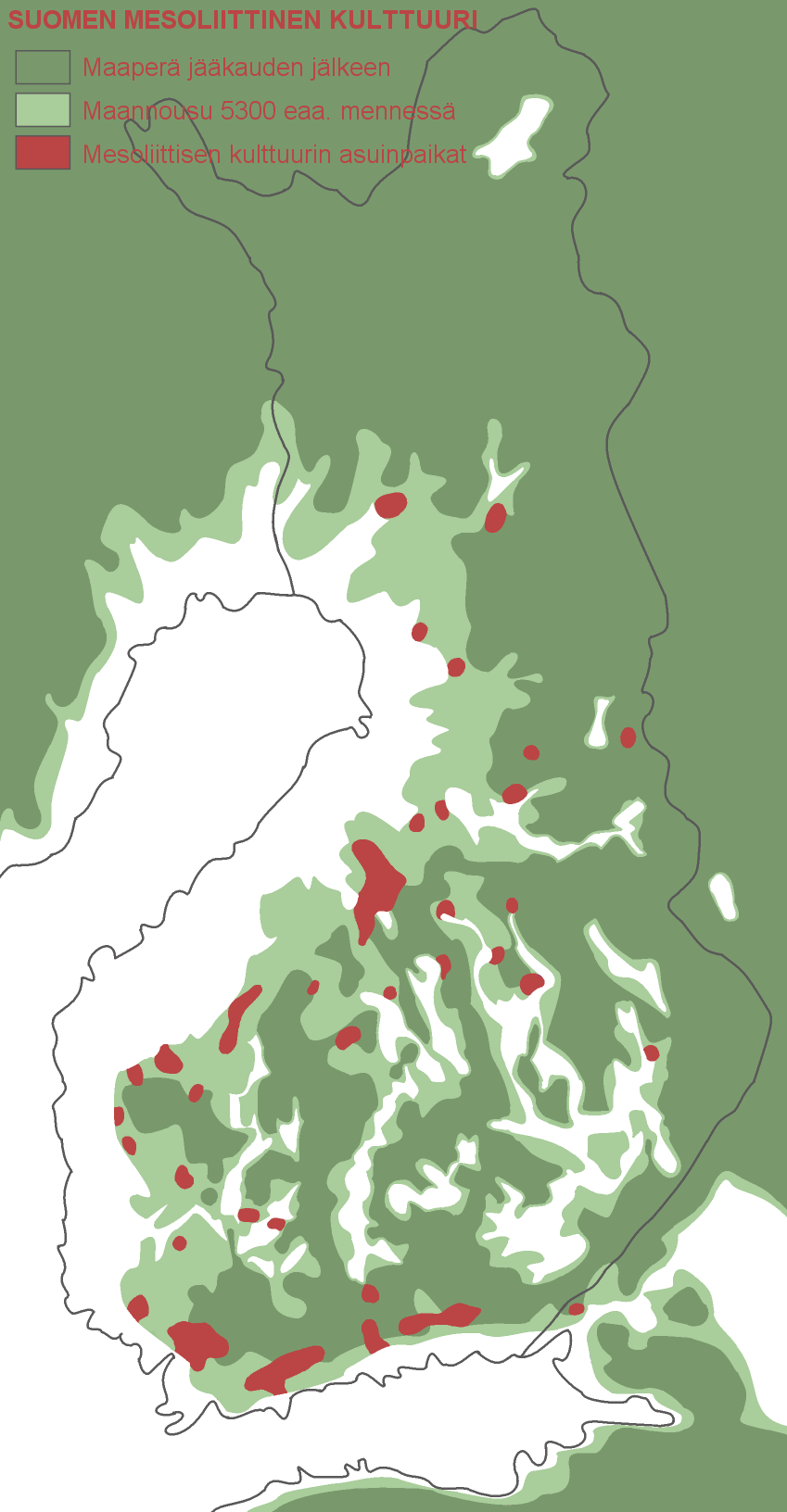
중석기 시대 핀란드의 호안선과 거주지.

핀란드 중석기 문화는 수렵, 어로, 채집으로 먹고사는 수렵채집문화였다. 사냥감은 사슴, 비버, 물개 등이었고, 개를 가축으로 길렀을 것으로 여겨진다. 거주지는 당시 기준의 호반가(이 당시 발트해는 안퀼루스호라는 거대 담수호였음)에 위치했다. 사람들은 사냥감의 이동을 따라다니며 이주하며 살았다. 핀란드 중석기인들의 인구는 수천에서 수만 명 정도였다. 핀란드의 중석기 문화는 기원전 7500년경 완전히 정착했으며, 수오무스얘르비 문화라고도 한다.
- 기원전 8800년경: 오리마틸라 뮐뤼코스키에 고대인 거주.
- 기원전 8700년경: 에노에 고대인 거주.
- 기원전 8700년경-기원전 5100년경: 후이티넨 사슴두상 제작.
- 기원전 8600년경-기원전 8500년경: 요우체노 사레노야에 고대인 거주.
- 기원전 8600년경-기원전 8200년경: 라흐티 리스톨라에 고대인 거주.
- 기원전 8540년경: 안트레아 그물 제작.
- 기원전 8300년경-기원전 8200년경: 우쵸키 수얄라에 고대인 거주.
- 기원전 7500년경-기원전 5100년경: 수오무스얘르비 문화.
- 기원전 6980년경-기원전 6800년경: 헤이놀라 썰매날 제작.
- 기원전 6500년경: 키르코눔미 골각기 제작.
- 기원전 5790년경: 로바니에미 사슴두상제작.

### 신석기 시대(기원전 5100년경-기원전 1500년경)

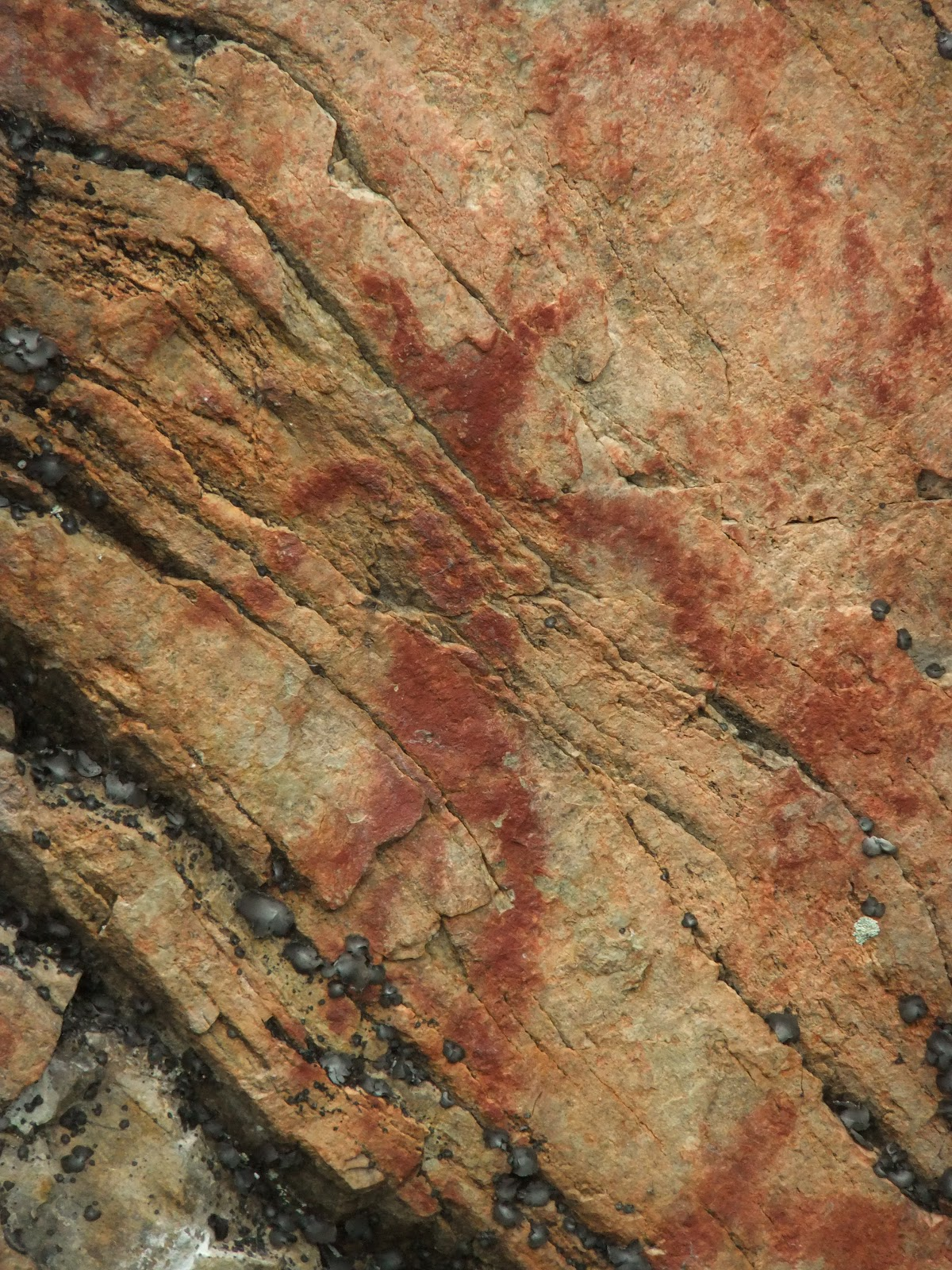
배리칼리오 암면화.

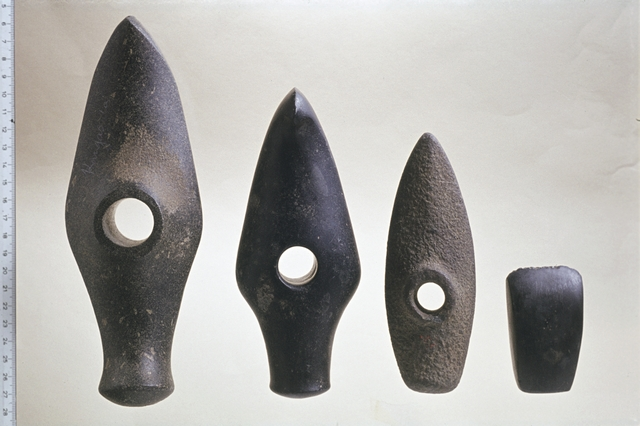
전부문화의 돌도끼.

신석기 시대에 들어 농사와 다른 가축들이 도입되었다. 마을 단위의 거주지와 마을 문화가 발생했다. 핀란드에 처음 도입된 작물은 메밀이었으며, 동쪽에서부터 서쪽으로 퍼져나갔다. 토기제작도 확산되었고, 석간주묘가 매장 형태로 정착했다.
- 기원전 5300년경: 코우볼라 메밀재배문화.
- 기원전 5200년경-기원전 2000년경: 빗살무늬토기 문화.
- 기원전 5200년경-기원전 4450년경: 고(古)초(初)빗살무늬토기 제작.
- 기원전 5200년경-기원전 4350년경: 새래이스니에미 토기 1호기 제작.
- 기원전 5000년경-기원전 4500년경: 핀란드 최초의 암면화 출현.
- 기원전 5000년경-기원전 2000년경: 포흐야에서 포흐얀쿠루 목우 제작.
- 기원전 5000년경-기원전 500년경: 키에릭키 마을.
- 기원전 4600년경-기원전 3850년경: 초기 석면토기 제작.
- 기원전 4450년경-기원전 4150년경: 신(新)초(初)빗살무늬토기 제작.
- 기원전 4300년경-기원전 3700년경: 얘캐를래 토기 제작.
- 기원전 4200년경: 아베난마에 농사 도입.
- 기원전 3900년경-기원전 4500년경: 진(眞)빗살무늬토기 제작.
- 기원전 3750년경-기원전 3250년경: 후(後)빗살무늬토기 제작.
- 기원전 3600년경-기원전 3100년경: 키에릭 토기 제작.
- 기원전 3250년경-기원전 2500년경: 푈럐 토기 제작.
- 기원전 3250년경-기원전 2500년경: 이위스매 토기 제작.
- 기원전 3200년경: 핀란드에 가축 도입.
- 기원전 3200년경-기원전 2400년경: 퓌헨실라 토기 제작.
- 기원전 3000년경-기원전 2000년경: 거인교회들의 건설.
- 기원전 3000년경-기원전 2000년경: 라우카에서 베흐니애 숟가락 제작.
- 기원전 2800년경-기원전 2300년경: 매듭무늬토기 문화.
- 기원전 2500년경-기원전 1500년경: 키우카이넨 토기 제작.
- 기원전 2350년경-기원전 1800년경: 키우카이넨 문화.
- 기원전 2500년경: 중앙수오미 지역에 농사 도입.
- 기원전 1750년경-기원전 1500년경; 새키얘르비 사슴두상 제작.
- 기원전 1600년경-기원전 1500년경: 사미족의 조상들이 핀란드에 상륙.[1]:104
- 기원전 1500년경: 투르쿠 니우스칼라에서 보리농사.

### 청동기 시대(기원전 1500년경-기원전 500년경)

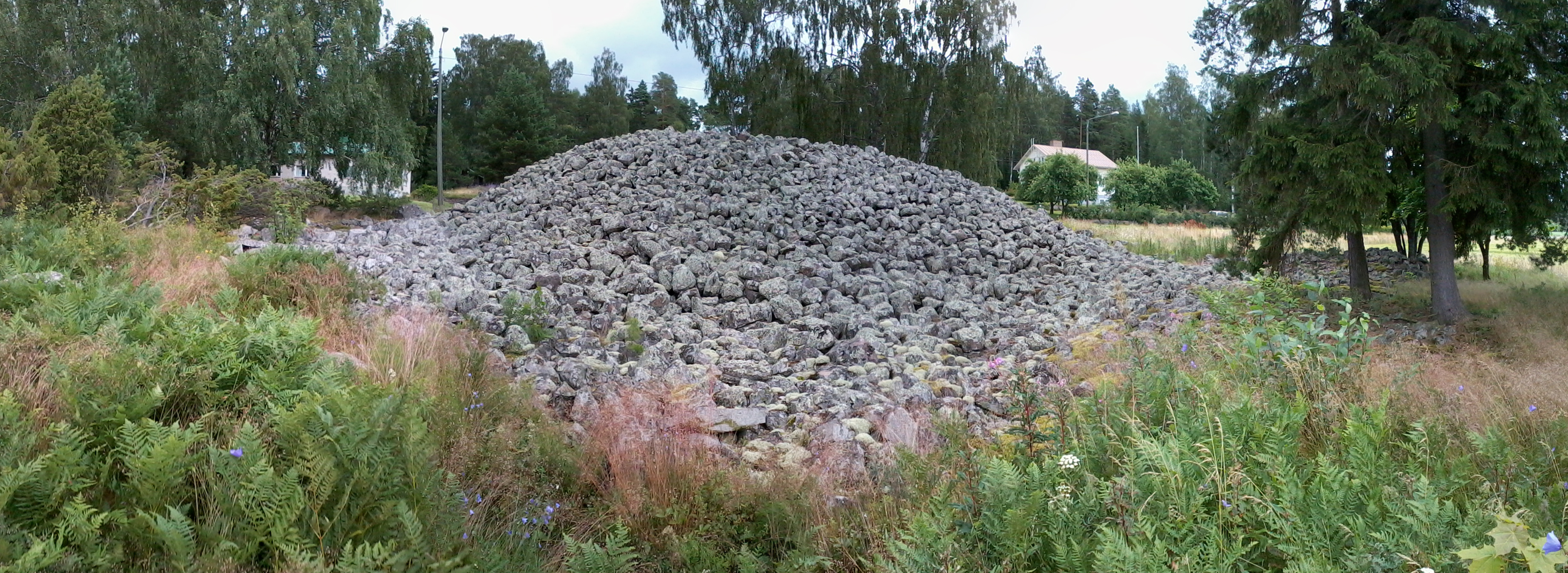
쿠닌칸하우타.

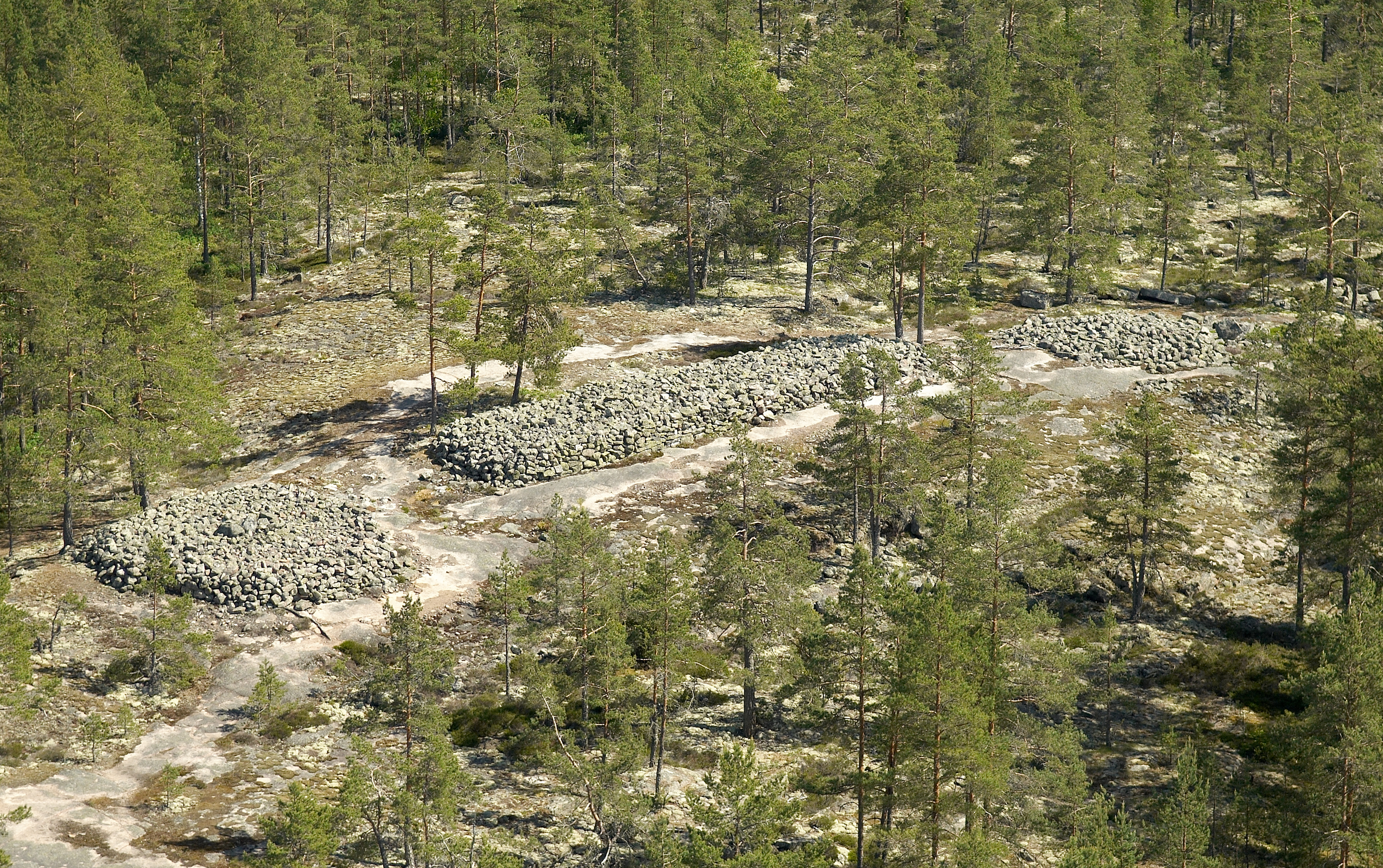
삼말라흐덴매키 청동기시대 고분군.

금속과 합금, 특히 청동이 무기, 연장, 장신구의 재료로 사용되기 시작했다. 공동체는 농경민과 수렵어로민으로 구성되었고, 계급사회적 면모를 갖추기 시작했다. 핀란드는 스칸디나비아 남부, 볼가강 중류, 우랄산맥과 연결되어 있었다. 농업이 우세한 산업이 되었지만, 어로의 중요성은 여전했다. 농사는 거의 화전농업이었고, 작물은 보리와 밀이 흔했다. 동부에서는 수렵문화가 계속되었고 축산업이 일부 출현했다. 기후 냉각화로 인해 농사는 지리멸렬했으며 내륙지역에서는 아예 농사가 포기되었다. 가축으로는 양, 돼지, 염소, 소를 길렀다. 조선기술도 있었을 것으로 생각된다. 거주양식은 헛간과 창고와 거실로 구성된 스칸디나비아식 롱하우스였다. 선상열석도 제작되었다. 무덤 양식으로서 서해안에서는 분구묘가, 내륙지역에서는 라피식 폐허가 만들어졌다. 장례는 처음에는 그냥 매장이 주류였고, 후기에는 화장한 뒤 매장하는 식으로 변했다.
- 기원전 1900년경-기원전 1000년경: 로보체로 토기 제작.
- 기원전 1900년경-기원전 500년경: 직물무늬토기 제작.
- 기원전 1500년경-기원전 1100년경: 낙킬라에서 셀캐캉가스 적석총 건설.
- 기원전 1500년경-기원전 800년경: 파이미오 토키 제작.
- 기원전 1500년경-기원전 500년경: 에우라의 쿠닌칸하우타 건설
- 기원전 1500년경-기원전 500년경: 에우라 루이스타리 고분군 건설.
- 기원전 1500년경-기원전 500년경: 하랴발타 마틴하류 고분군 건설.
- 기원전 1500년경-기원전 500년경: 코케매키 오랴파시 고분 건설.
- 기원전 1500년경-기원전 500년경: 라이틸라 하우트부오리성 건설.
- 기원전 1500년경-기원전 500년경: 살로 베이탁칼라 산성 건설.
- 기원전 1200년경-기원전 1100년경: 아베난마의 오테르뵈텐에 고대인 거주.
- 기원전 1100년경-기원전 900년경: 마닌카 도끼 제작.
- 기원전 1100년경-기원넌 500년경: 리에토 고성이 사용된 가장 이른 시기.
- 기원전 1100년경-기원전 500년경: 안틸라 토기 제작.
- 기원전 1100년경-기원전 500년경: 라우마 삼말라흐덴매키 청동기시대 고분군 건설.
- 기원전 900년경-기원전 300년경: 루콘사리 토기 제작.
- 기원전 800년경: 현재의 핀인의 조상이 되는 발트핀족 주류계열이 핀란드 서남해안에 상륙.[1]:269, 275
- 기원전 800년경-기원전 300년경: 모르뷔 토기 제작.
- 기원전 600년경-기원전 300년경: 시르니흐타 토기 제작.
- 기원전 600년경-기원전 300년경: 콀뫼위 토기 제작.

### 철기 시대(기원전 500년경-기원후 1300년경)

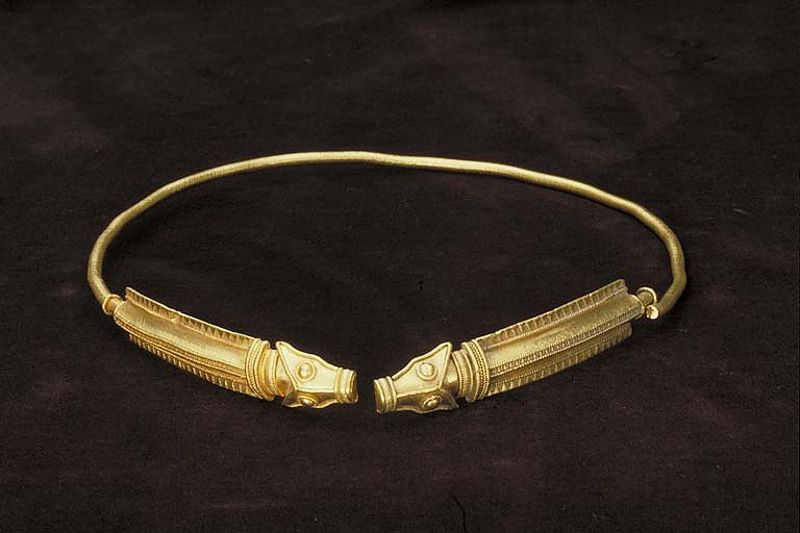
노우시아이넨 목걸이.

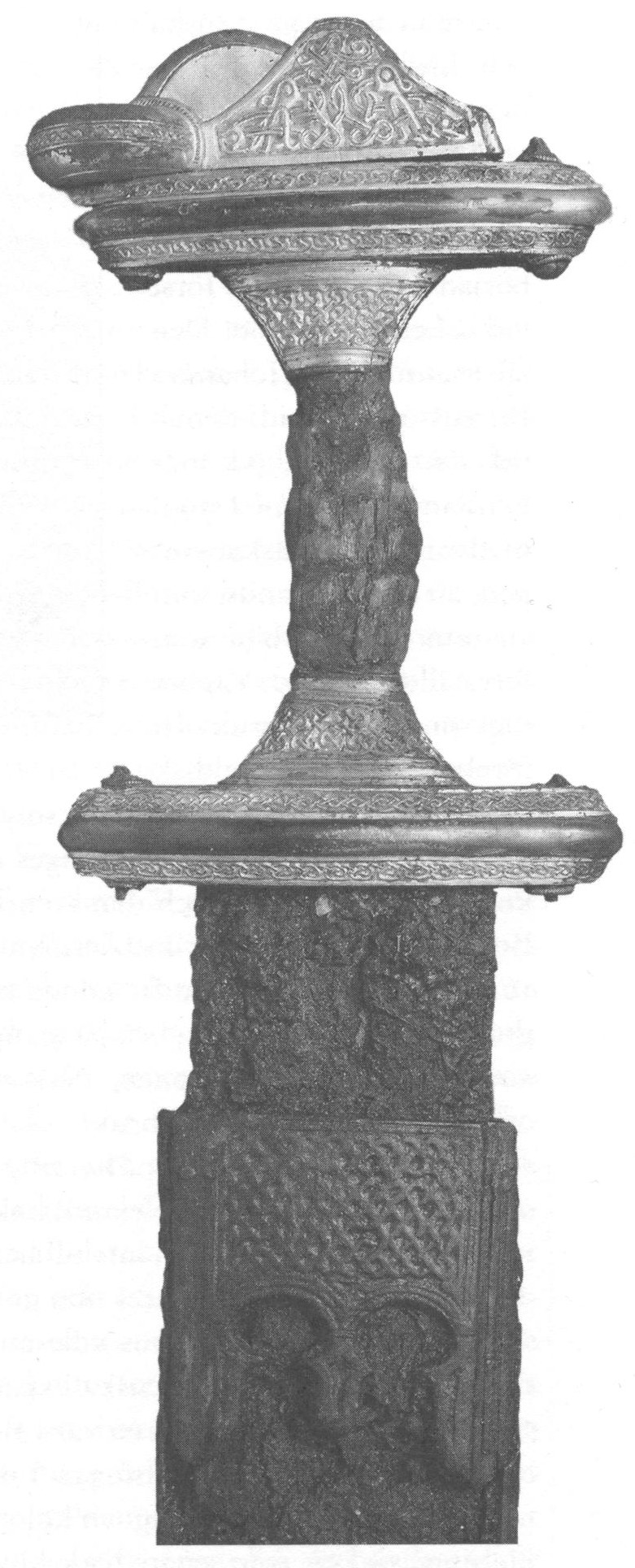
에우라 팝필란매키 4호 도검. 6세기 물건이며, 메로베우스 양식이다.

철이 도끼, 칼, 창촉, 낫, 장신구 등의 주재료가 되었다. 핀란드 최초의 철기는 기원전 8세기에서 기원전 4세기 사이에 도입되었다. 해안지역은 스칸디나비아를 비롯한 다른 발트해 연안지역에서, 내륙지방은 유럽 러시아 동부에서 유입되었다. 핀란드 땅에서 철기를 만들기 시작한 것은 기원전 3세기-기원전 2세기에 가장 이른 증거가 발견된다. 철기시대 들어 핀란드의 거주지들은 서부 해안지역과 동부 내륙지방의 문화가 완연히 분화하기 시작했다. 농사는 보리, 호밀, 귀리, 순무를 작물로 재배했고, 소, 양, 염소, 돼지를 가축으로 길렀다. 장례는 청동기시대의 분구묘 양식이 지속되다가 기원후 500년경부터 토광묘가 더 많아지기 시작했다. 기원후 800년 이후 무덤 양식은 동서 양쪽에서 바이킹 시대와 문화적으로 교류하여 연결점이 나타나기 시작했다.
- 기원전 300년경-기원전 200년경: 핀란드 최초의 철기 생산.
- 0년경-1000년경: 에우라 라우히안매키 철기시대 매장지.
- 98년: 로마 역사가 타키투스가 『게르만족의 기원과 현황』에서 "페니트족"을 언급
- 200년대: 노우시아이넨 목걸이 제작.
- 300년대-800년대: 이소퀴뢰 레밴루흐타에 매장된 뼈들의 탄소연대.
- 300년경-1000년경: 패이배니에미 매장지.
- 400년경-500년경: 파이미오 나콜린나 산성 축조.
- 500년대-600년대: 앵글로색슨어 시 「위드시드」에 "핀눔인"을 다스리는 자 "캘릭"(Cælic)이 언급됨.
- 500년대: 배해퀴뢰 얘틸래이센 티에.
- 500년경-700년경: 리에토 고성이 두 번째로 사용됨
- 500년경-800년경: 카르야 보클린트 산성 축조.
- 500년경-1200년경: 바리콘니에미 철기시대 거주지.
- 550년경-800년경: 베실라흐티 키르무카르무 언덕 매장지.
- 550년경-1150년경: 에우라 팝필란매키 철기시대 거주지.
- 550년경-1200년경: 에우라 캐래얘매키 철기시대 거주지.
- 500년경-1300년경: 에우라 루이스타리 매장지.
- 600년대: 뵈위리 캘다매키.
- 600년대: 윌리스퀼래 배무덤.
- 650년경-800년경: 라이틸라 바이니온매키 매장지.
- 700년경-1000년경: 홀롤라 카파투오시아 산성.
- 793년-1066년: 살트빅 보르그보다 산성.
- 793년-1066년: 타이팔섬 쿠이바케트벨레 산성.
- 800년대: 쿠흐모이넨 파피섬 매장지.
- 800년대-900년대: 투르시안녿코 거주지.
- 800년대: 뵈위리 룬돌 (18-19세기의 위작이라는 설이 있음)
- 800년경-1000년경: 캑스매키 라폴라 고성 축조.
- 811년: 프랑크 왕국 편년사에 "수오미니미넨(Suomi-niminen)"이라는 사람이 평화협정과 관련해 언급됨. "수오미"라는 낱말이 문헌상 등장하는 최초의 사례.[2][3]

## 원사시대(기원후 1000년경-기원후 1240년경)

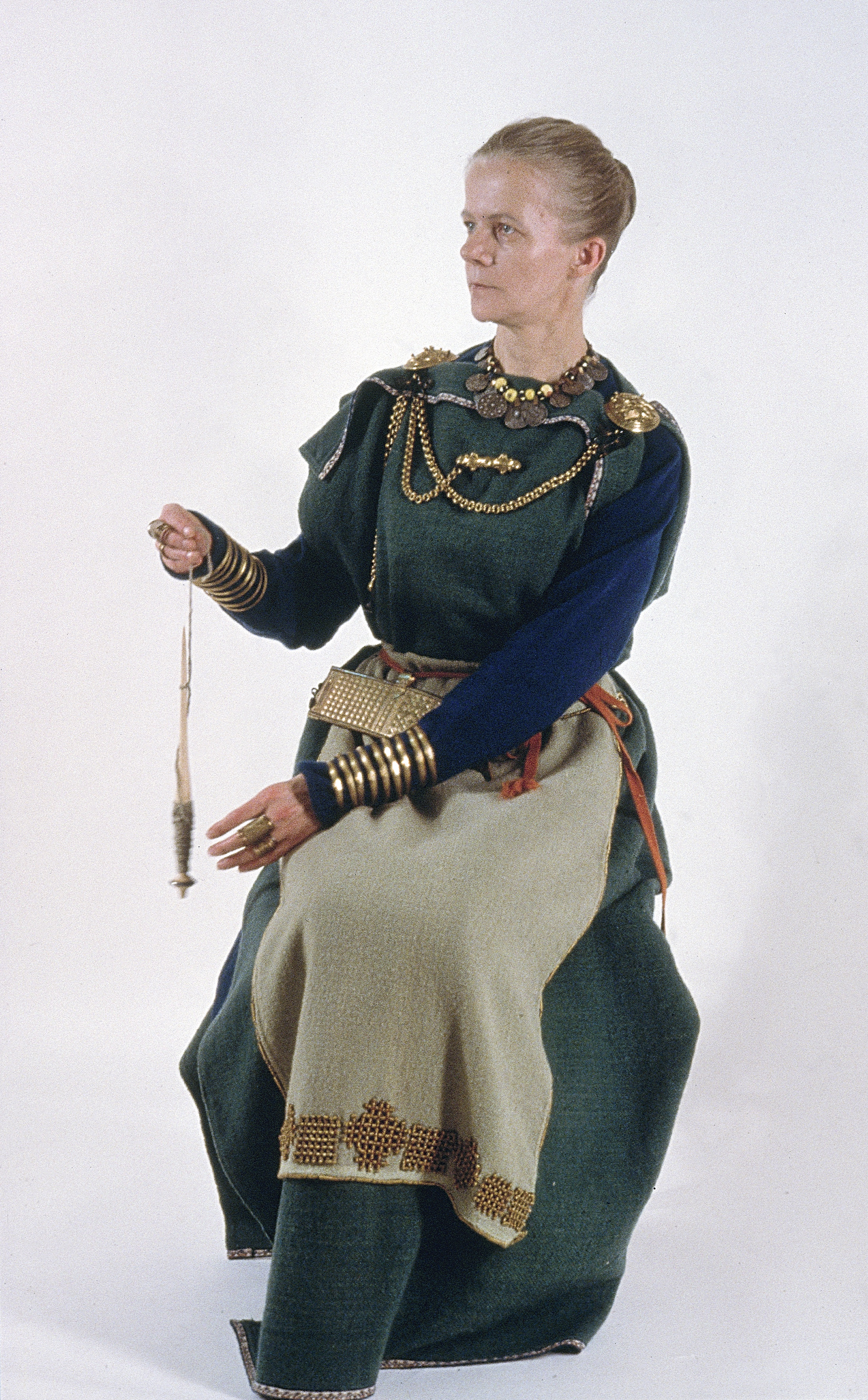
에우라 여성복.

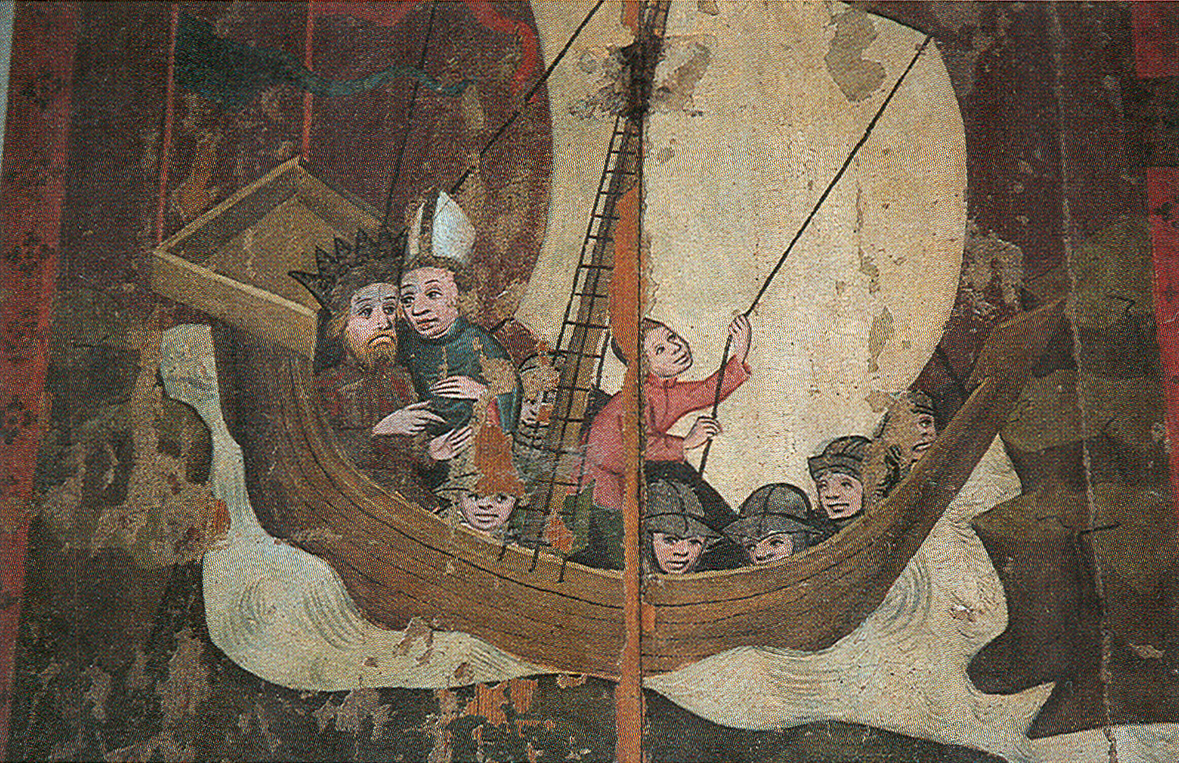
핀란드로 건너가는 에리크 9세와 헨리.

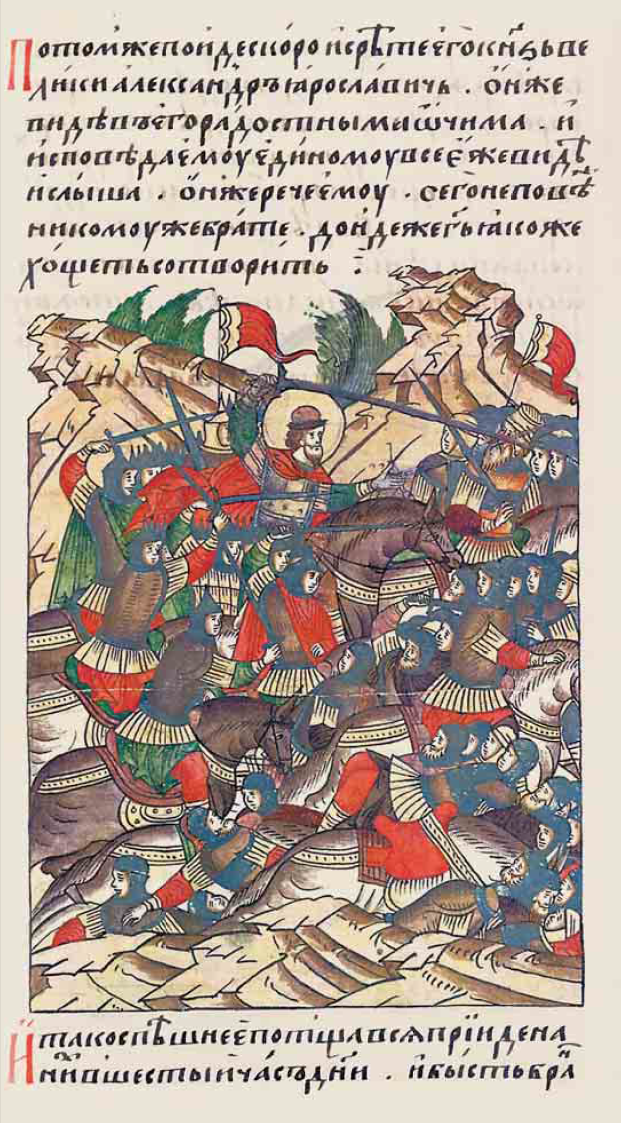
네바강 전투.

- 1000년경-1100년경: 리칼라 시장.
- 1000년경-1370년경: 리에토 고성이 세 번째로 사용.
- 1008년: 헤르달레르 전투. 우시마 지역에서 노르웨이 왕자 올라프가 핀족과 싸우다. (출전: 『헤임스크링글라』 「올라프 성왕의 사가」)
- 1020년경-1050년경: 에우라 여성복 제작.
- 1030년대: "오트뤼그(Otrygg)"라는 바이킹이 핀란드에서 피살되다. (출전: 룬돌 U 582)
- 1030년경-1050년경: 에길(Egil)이라는 바이킹이 해메 지역에서 죽다. (출전: 룬돌 Gs 13)
- 1042년: 노브고로드-옘인 전쟁. 노브고로드 공작 블라디미르 야로슬라비치가 얨인(아마 해메인?) 원정을 떠나다.
- 1100년경: 베실라흐티 발키스텐 산성 축조.
- 1100년대: 할릭코 퇴장화폐.
- 1100년대: 페르니외 여성복 제작.
- 12세기-13세기: 티우린린나 건설.
- 1123년: 노브고로드-옘인 전쟁. 노브고로드 공작 프세볼로트 므스티슬라비치가 핀란드를 공격하다. (출전: 『노브고로드 제1연대기』)
- 1134년경-1158년경: 잉글랜드인 성직자 헨리가 핀란드 주교가 되다.
- 1138년경-1154년경: 무함마드 알이드리시의 지도에 라그발다라는 이름의 핀란드 도시 또는 읍락이 표시되다.
- 1142년: 노브고로드-옘인 전쟁. 얨인들과 스웨덴이 노브고로드를 공격하다.
- 1143년: 캘키살미성이 최초로 문헌에 언급.
- 1149년: 노브고로드-옘인 전쟁. 얨인들이 다시 노브고로드를 공격하다.
- 1150년경: 제1차 스웨덴 십자군. 헨리 주교가 에리크 9세를 따라 핀란드로 건너오다.
- 1170년경: 『노르웨이의 역사』에 "크벤란드"가 언급되다.
- 1171년 또는 1172년: 교황 알렉산데르 3세의 서한 「그라비스 아드모둠」에 핀인들이 언급.
- 1075년경: 『함부르크 주교들의 사적』에 "테라 페미나리움(라틴어: Terra feminarium)"이 언급.
- 11세기 말-12세기 초: 핀란드 최초의 교회당인 라반툴라 중세교회가 건설되다.
- 1191년: 노브고로드-얨인 전쟁. 카리알라인들과 노브로고드군이 얨인을 공격하다.
- 13세기경: 야낙칼라 하코이넨 산성 축조.
- 13세기: 야낙칼라 항가스텐매키 산성 축조.
- 13세기: 『에길의 사가』에 북유럽의 지리를 설명하면서 크벤란드와 카리알라의 지명, 그리고 크벤인들의 왕 "파라비드"가 언급되다.
- 13세기: 스웨덴 왕 아그네 스캴파르본디가 핀란드를 침공해 군장 프로스티의 딸 스캴비를 약탈혼하다. (출전: 『윙글링 일족의 사가』)
- 13세기: 스웨덴 왕 에리크 아눈드손이 핀란드, 카리알라, 쿠를란트, 에스토니아를 정복하다. (출전: 『헤임스크링글라』 「올라프 성왕의 사가」)[4]
- 13세기-14세기: 헬싱키 바르티오퀼래 산성 축조.
- 1200년경-1400년경: 툭칼라 매장지.
- 1202년경-1209년경: 로돌푸스가 핀란드 주교가 되다.
- 1209년: 교황 인노첸시오 3세의 서간에서 최근 기독교로 개종하는 지역들 중 하나로 핀란드가 언급되다.
- 1210년경-1234년경: 풀코가 핀란드 주교가 되다.
- 1213년: 발케아코스키 아필란레흐티 고성 축조.
- 1220년대: 사스타말라 펜티 산성 축조.
- 1220년경-1245년: 투오마스가 핀란드 주교가 되다.
- 1226년-1227년: 블라디미르-수즈달 공국의 야로슬라프 2세 프세볼로도비치가 얨인과 에스티인, 카리알라인을 공격하다.
- 1227년: 노브고로드 공작 야로슬라프가 카리알라에 선교사를 보내다.
- 1228년 여름: 얨인들이 2,000 병력으로 스타라야라도가로 복수원정을 갔으나 처참히 패배하다.
- 1229년: 북방 십자군. 교황 그레고리오 9세가 발트해 상업도시들(비스뷔, 리가, 뤼베크)에 노브고로드에 대한 금수조치를 내리고 몇년 뒤에는 핀란드 땅을 지키라고 검의 형제기사단을 파견하다.
- 1229년: 교황 그레고리오 9세가 핀란드를 애매한 선교지가 아닌 확고한 천주교 교구로 지정하고, 전통종교의 희생의식 장소들을 접수하도록 하다.[5]
- 1229년: 핀란드 주교좌를 노우시아이넨에서 코로이넨으로 옮기다.[5]
- 1237년 12월 9일: 해메 분란. 교황 그레고리오 9세가 해메인들이 전통종교로 재전향하여 교회기물을 파괴하고 있다며, 그들에 맞서 싸울 것을 고취하는 내용의 서한을 웁살라 주교에게 보내다.
- 1240년 7월 15일: 네바강 전투. 핀족들 중 카리알라인들은 노브고로드 공화국 측에, 남서수오미인과 해메인들은 스웨덴 왕국측에 가담했다. (출전: 『노브고로드 제1연대기』, 『소피아 제1연대기』)

## 중세사 (스웨덴 지배기)

### 중세 전기

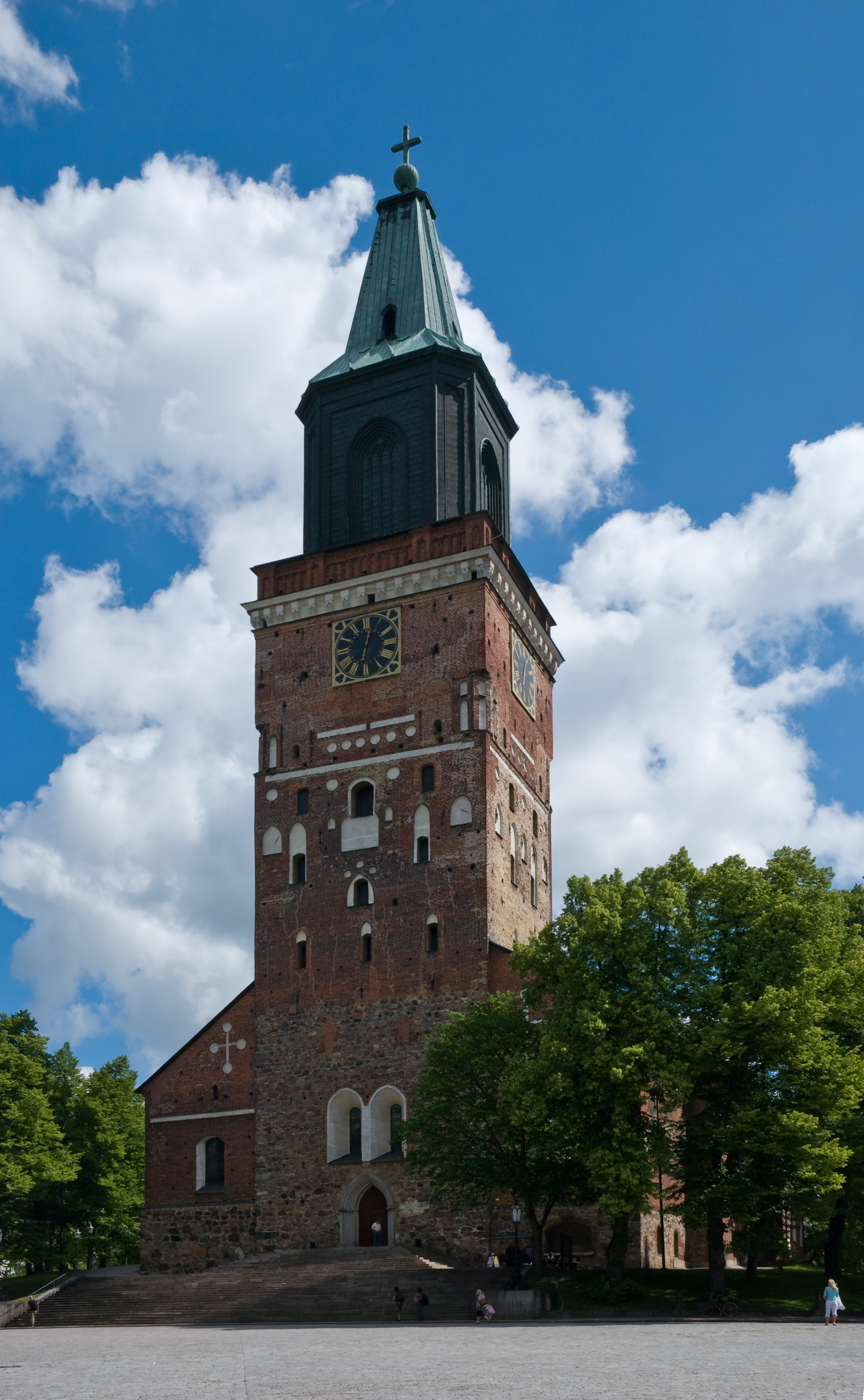
투르쿠 대성당.

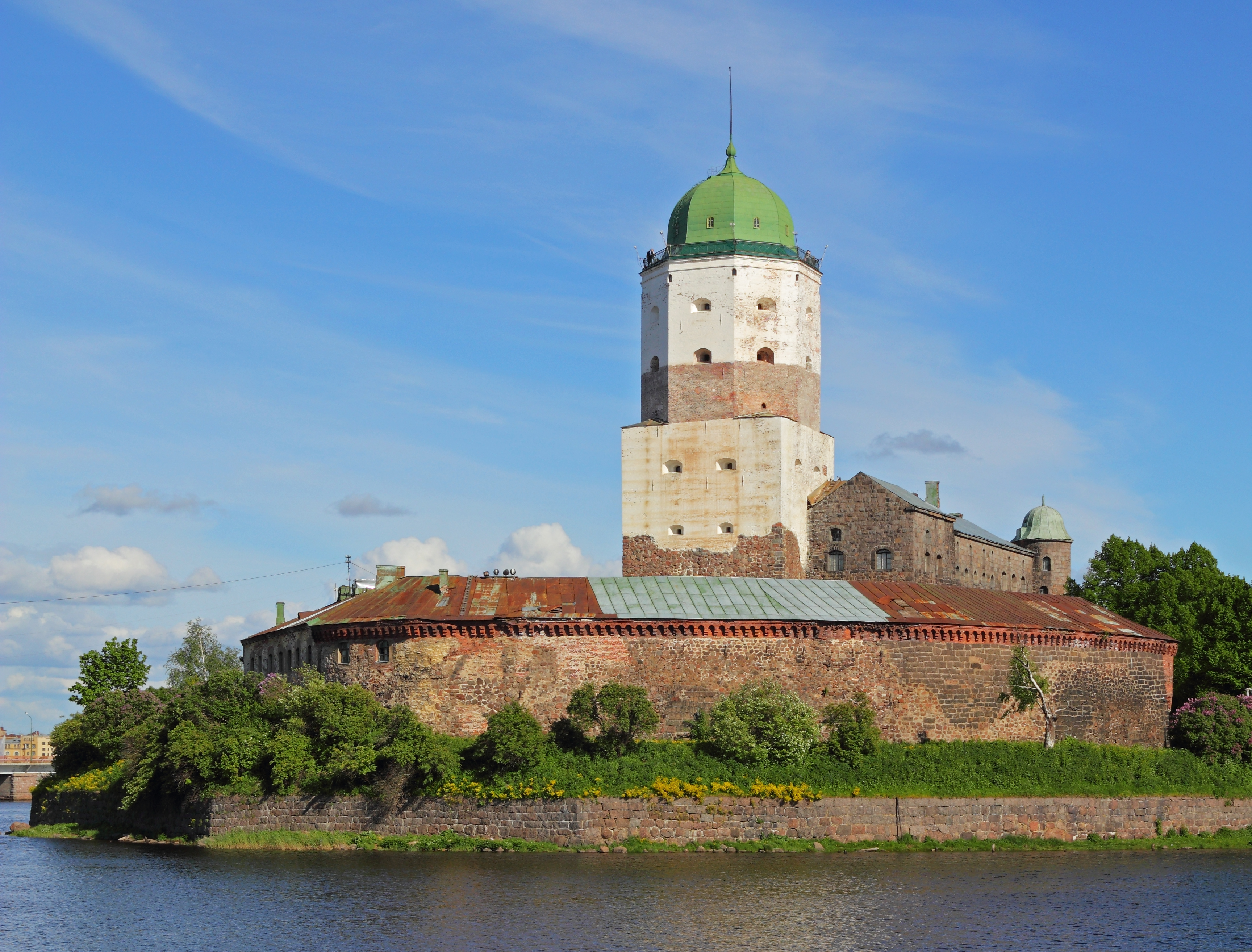
비푸리성.

- 1248년경-1258년: 베로가 핀란드 주교가 되다.
- 1249년: 제2차 스웨덴 십자군(전거: 『뤼베크시 연대기』). 베로 주교가 스웨덴 왕에게 “핀란드 세금”을 납부. 제1차 스웨덴 십자군의 역사성이 불투명하기 때문에, 스웨덴이 핀란드 서해안에 대한 정복을 실제로 시작한 것은 이 즈음으로 추측한다.
- 1249년: 투르쿠에 핀란드 최초의 수도원[인 성 올라프 도미니코 수도원이 세워지다.
- 1250년-1266년: 스웨덴 왕 발데마르 비르예르손의 생부 비르예르 야를이 섭정으로서 스웨덴의 권력을 장악하다.
- 1258년-1266년: 라그발드 1세가 핀란드 주교가 되다.
- 1266년-1275년: 비르예르 야를이 죽고 발데마르 비르예르손이 스웨덴 국왕으로서 친정하다.
- 1266년-1286년: 카틸루스가 핀란드 주교가 되다.
- 1275년-1290년: 망누스 라둘로스가 스웨덴 왕이 되다.
- 1276년: 핀란드의 첫 교구인 투르쿠 대교구가 세워지다.
- 1276년: 핀란드 최초의 학교인 투르쿠 대성당학교가 세워지다.
- 1280년: 칼 구스타브손이 "핀란드 도호(praefectus finlandiae)"로 임명되어 남서수오미 지역의 사령관이 되다.[6]:53
- 1280년: 중기병 군마를 생산하는 농장들에 조세감면이 주어지면서 랠시 계급이 생겨나다.
- 1284년: 스웨덴 왕 망누스 라둘로스가 막내동생 벵그트 비르예르손을 핀란드 공작으로 봉작하다.
- 1286년-1290년: 요한네스가 핀란드 주교가 되다.
- 1290년-1318년: 비르예르 망누손이 스웨덴 왕이 되다.
- 1290년-1298년: 스웨덴 왕 비르예르 망누손이 어려서 토르켈 크누트손이 섭정하다.
- 1291년-1308년: 망누스 1세가 핀란드 주교가 되다.
- 1293년: 제3차 스웨덴 십자군(전거: 『에리크의 연대기』). 스웨덴군이 카리알라까지 진격하여 비푸리성을 세워 카리알라 일대의 교역 및 방어의 중심지로 삼다.
- 14세기: 시포에 시포 고성이 세워지다.
- 14세기: 크벤인들이 코르시인들과 함께 스웨덴령 지역(Svíþjóð-alueelle)을 공격하다. (전거: 「노르나게스트의 사트르」)
- 14세기-15세기: 『아보아 송가집』이 저술되다.
- 1300년: 투르쿠 대성당이 완공되다.
- 1302년: 발데마르 망누손이 핀란드 공작이 되다.
- 1309년: 투르쿠라는 도시가 문헌상에 최초로 언급되다.
- 1309년-1321년: 라그발드 2세가 핀란드 주교가 되다.
- 1308년-1321년: 쿠시스토 주교성이 세워지다. (전거: 파벨 유스텐 주교의 『핀란드 주교연대기』)
- 1318년: 루스인들이 투르쿠시를 불태우고 투르쿠 대성당을 약탈하다. (전거: 파벨 유스텐 주교의 『핀란드 주교연대기』)
- 1318년-1319년: 마티아스 케틸문드손이 스웨덴의 실권자가 되다.

### 중세 성기

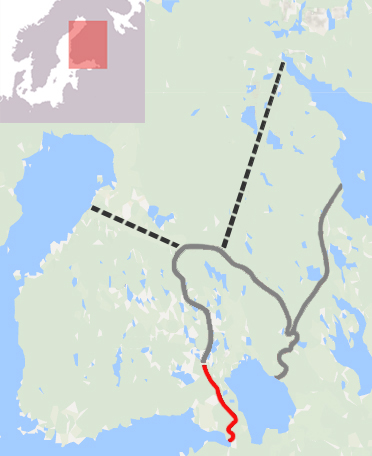
뇌테보리 화약에서 정한 국경선(빨간색).

- 1319년-1364년: 망누스 4세 에릭손이 스웨덴 왕이 되다.
- 1321년-1338년: 벵그트 그레고리우손이 핀란드 주교가 되다.
- 1323년 8월 12일: 뇌테보리 조약. 스웨덴-노브로고드 전쟁이 끝나다. 카리알라 지협을 동서로 나누어 스웨덴 왕국과 노브고로드 공화국 양국의 국경으로 삼다.
- 1326년: 투르쿠에서 핀란드 최초의 국회가 열리다.[6]:75
- 1338년-1366년: 헤밍이 핀란드 주교가 되다.
- 1340년: 교황 베네딕토 12세가 새액스매키 농민들을 파문하다.
- 1344년: 핀란드가 처음으로 "외스테를란드"(Österland, 동쪽 땅)라고 지칭되다.
- 1346년: 포르보시가 세워지다.
- 1350년: 망누스 4세 에릭손이 토지법과 도시법을 발표하다.
- 1351년: 망누스 4세 에릭손이 핀란드를 방문해 핀인 랠시들을 군마와 병기 검사에 초대하다.[6]:77
- 1353년: 벵그트 알고츠손이 핀란드 공작이 되다.[6]:78
- 1360년–1370년: 보 욘손 그리프가 라세포리성을 축성하다.
- 1362년: 핀란드가 스웨덴 왕위선거에 라만니를 파견할 권리를 얻다.[6]:75
- 1364년-1389년: 알브레히트 3세 추 메클렌부르크슈베린 공작이 스웨덴 왕이 되다.
- 1365년: 알브레히트 3세의 군대가 투르쿠성을 공성해 항복을 받아내고, 포흐얀마와 사타쿤타를 장악하다.[6]:84
- 1365년 2월 7일: 알브레히트 3세가 울빌라를 시로 승격시키다.
- 1366년-1367년: 헨리크 하르트만손이 핀란드 주교가 되다.
- 1367년-1370년: 요한네스 2세 페트리가 핀란드 주교가 되다.
- 1367년: 코케매키강변에 아보르흐성이 축성되고 린만성은 에우라요키에 속하게 되다.
- 1370년-1385년: 요한네스 3세 베스트팔이 핀란드 주교가 되다.
- 1371년: 보 욘손 그리프가 "스웨덴의 최고궁내관 겸 동쪽 땅의 총장"이 되다.[6]:86
- 1385년-1412년: 베로 2세 발크가 핀란드 주교가 되다.
- 1388년: 카스텔홀름성이 문헌상에 처음 언급되다.

### 칼마르 동군연합시대 (1397년–1523년)

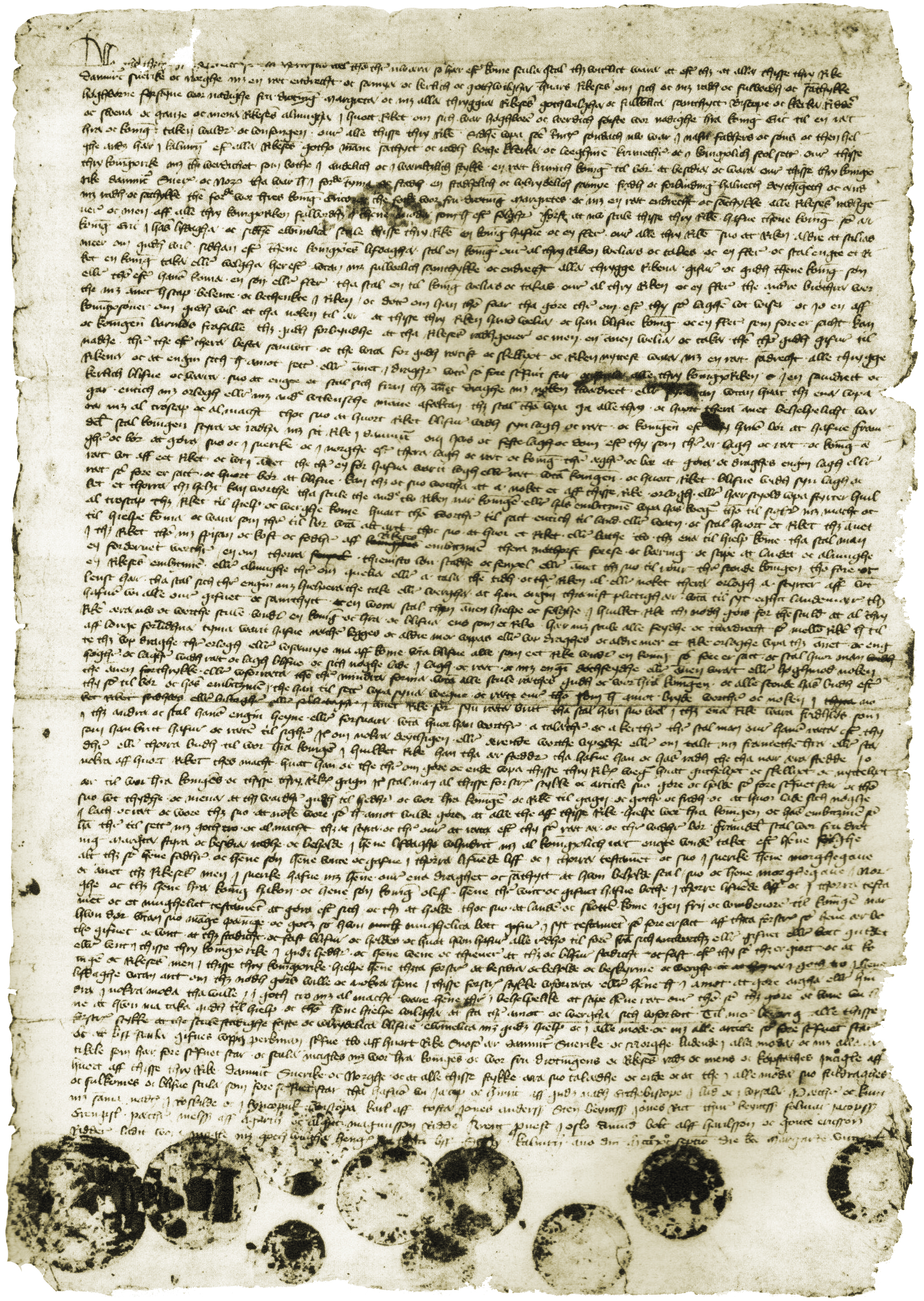
칼마르 연합 결성조약.

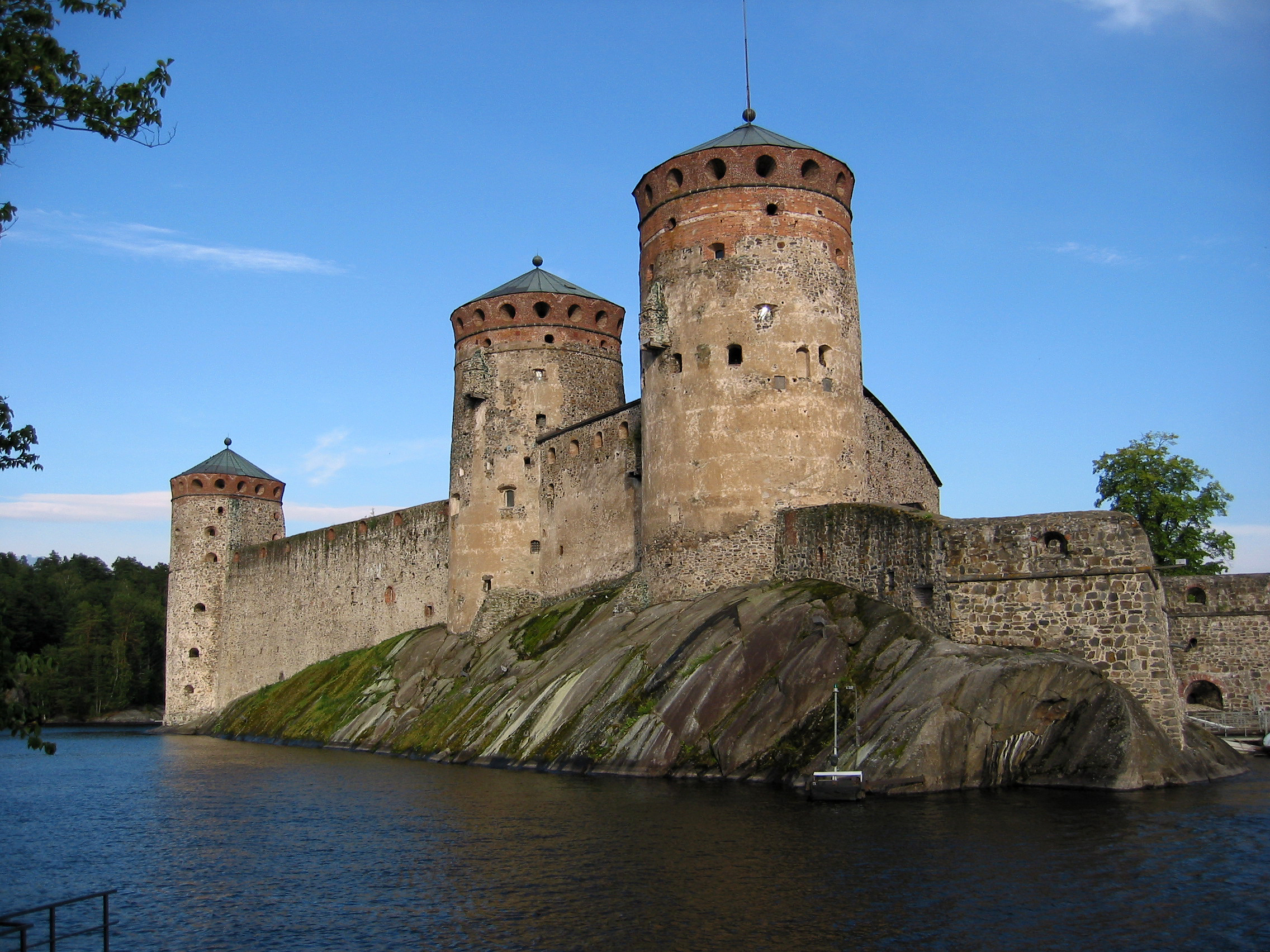
올라비성.

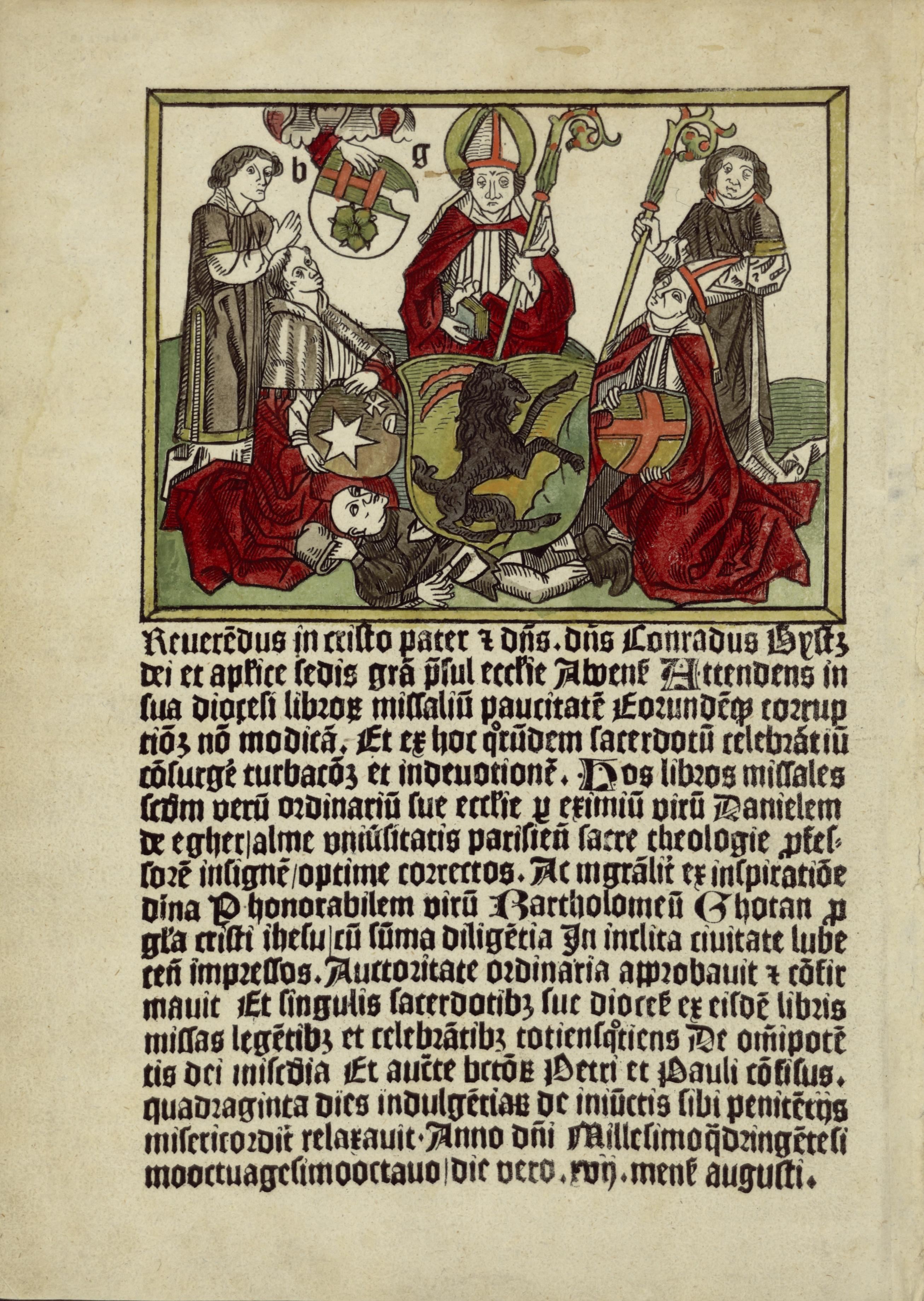
『아보아 미사전서』.

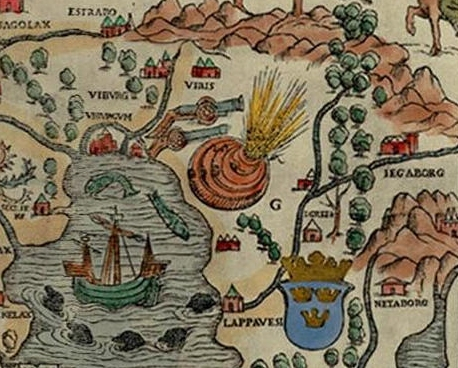
비푸리 폭발.

- 1389년-1412년: 덴마크 여왕 마르그레테 1세가 스웨덴과 노르웨이의 여왕을 겸하다.
- 1396년-1439년: 포메른 공작 에리히 1세가 에리크 13세로서 스웨덴 왕이 되다.
- 1397년: 에리크 13세가 칼마르에서 노르드계 삼왕국의 왕으로 대관하여 칼마르 연합이 결성되다.
- 1397년-1521년: 칼마르 연합의 지속기간.
- 15세기: 『난탈리 수도원 본초서』가 집필되다.
- 1403년: 비푸리가 시로 승격되다.
- 1407년: 에리크 13세가 투르쿠를 방문해 파발리 카르팔라이센, 올라비 본포이카,[7] 수네 수네손[5]:77 등 14명의 랠시를 접견하다.
- 1409년: 투르쿠에서 자체적으로 화폐를 발행하기 시작하다.
- 1412년-1450년: 망누스 2세 타바스트가 핀란드 주교가 되다.
- 1414년: 투르쿠 토지법원이 세워지다.
- 1429년: 투르쿠에 크게 불이 나다.[5]:92
- 1430년대: 『아보아의 서』가 집필되다.
- 1434년-1436년: 엥엘브렉트의 난. 엥엘브렉트 엥엘브렉트손이 주도해 에리크 13세에 반하여 봉기하다.
- 1435년: 에리크 13세가 투르쿠를 또 방문해서 14명의 랠시를 접견하다.[5]:77
- 1435년: 스웨덴 아르보가에서 4개 신분(기사, 성직, 시민, 농민)이 모두 참여하는 의회가 처음 열리다.[5]:94
- 1435년: 핀란드의 사법 관할구(Laamannikunta)가 남핀란드와 북핀란드로 나뉘다. 카리알라에는 별도의 관할구가 설치되다(그 책임은 비푸리성 성주에게 맡긴 것으로 추측된다).
- 1435년-1436년: 엥엘브렉트 엥엘브렉트손이 스웨덴의 실권자가 되다.
- 1436년-1438년: 칼 크누트손이 스웨덴 실권자가 되다.
- 1438년-1441년: 칼 크누트손이 스웨덴 섭정이 되다.
- 1438년-1439년: 사타쿤타에서 다비드의 난이 일어나다.
- 1438년: 난탈리 수도원이 세워지다.
- 1441년-1448년: 바이에른의 크리스토페르가 스웨덴 왕이 되다.
- 1442년: 라우마시가 세워지다.
- 1443년: 난탈리시가 세워지다.
- 1448년: 벵그트 왼손과 닐스 왼손이 핀란드의 섭정이 되다.
- 1448년: 팔름스쾰드 파편이 작성되다.
- 1448년–1457년: 칼 크누트손이 칼 8세로서 스웨덴 왕이 되다.
- 1450년–1460년: 올라우스 마그니가 핀란드 주교가 되다.
- 1457년: 왼스 벵그트손과 에리크 악셀손이 스웨덴의 섭정이 되다.
- 1457년-1464년: 크리스티안 1세가 스웨덴 왕이 되다.
- 1460년-1489년: 콘라트 비츠가 핀란드 주교가 되다.
- 1464년-1465년: 칼 8세 크누트손이 다시 스웨덴 왕이 되다.
- 1465년-1466년: 왼스 벵그트손이 스웨덴의 섭정이 되다.
- 1466년-1467년: 에리크 악셀손이 스웨덴의 섭정이 되다.
- 1467년-1470년: 칼 8세 크누트손이 다시 스웨덴 왕이 되다.
- 1470년-1497년: 스텐 스투레 덴 엘드레가 스웨덴의 섭정이 되다.
- 1474년경: 『투르쿠 대성당의 흑색서』가 작성되다.
- 1475년: 사본린나의 올라비성이 축조되기 시작하다.
- 1483년: 칼마르 약조. 덴마크 왕 한스 1세를 스웨덴 왕으로 인정하는 대신 추밀원의 동의 없이 과세하거나 행정구역을 나누지 못하도록 하다. 하지만 한스 1세가 비준하지 않았기 때문에 강제력을 갖지 못하다.
- 1488년: 핀란드 최초의 인쇄본 책인 『아보아 미사전서』가 제작되다.
- 1489년-1500년: 망누스 3세 스톄른코르스가 핀란드 주교가 되다.
- 1495년-1497년: 스웨덴과 러시아가 전쟁하다.
- 1495년 11월 30일: 비푸리 폭발사건.
- 1497년-1501년; 한스 1세가 스웨덴 왕이 되다.
- 16세기: 전례서 『베스트의 서』가 작성되다.
- 1500년-1506년: 라우리 수르패가 핀란드 주교가 되다.
- 1501년-1503년: 스텐 스투레 덴 엘드레가 스웨덴의 섭정이 되다.
- 1501년-1512년: 덴마크와 스웨덴의 전쟁. 한스 1세의 덴마크군이 핀란드 서해안을 공격하다. 카스텔홀름성이 일시적으로 함락되고 투르쿠와 포르보가 불타다.
- 1504년-1512년: 스반테 닐손이 스웨덴의 섭정이 되다.
- 1506년-1510년: 요한네스 4세 올로프손이 핀란드 주교가 되다.
- 1510년-1522년: 아르비드 쿠르키가 핀란드 주교가 되다.
- 1512년: 에리크 트롤레가 스웨덴의 섭정이 되다.
- 1512년-1520년: 스텐 스투레 덴 윙레가 스웨덴의 섭정이 되다.
- 1514년: 투르쿠 주교 헤밍의 시복이 투르쿠에서 기념되다. 종교개혁 통에 시성은 유예되다.
- 1520년-1521년: 덴마크 왕 크리스티안 2세가 스웨덴 왕이 되다.
- 1520년 11월 7일-11월 10일: 스톡홀름 피바다. 크리스티안 2세의 스웨덴 왕 대관식 다음날 스웨덴 독립파 귀족들이 학살당하다.
- 1520년-1523년: 스웨덴 독립전쟁. 스톡홀름 피바다의 반응으로 스웨덴 귀족들이 구스타브 바사를 중심으로 반란을 일으키다.
- 1521년: 구스타브 바사가 스웨덴의 섭정으로 선출되다.
- 1522년: 『아보아의 의제서』가 작성되다.

### 바사 시대(1523년–1617년)

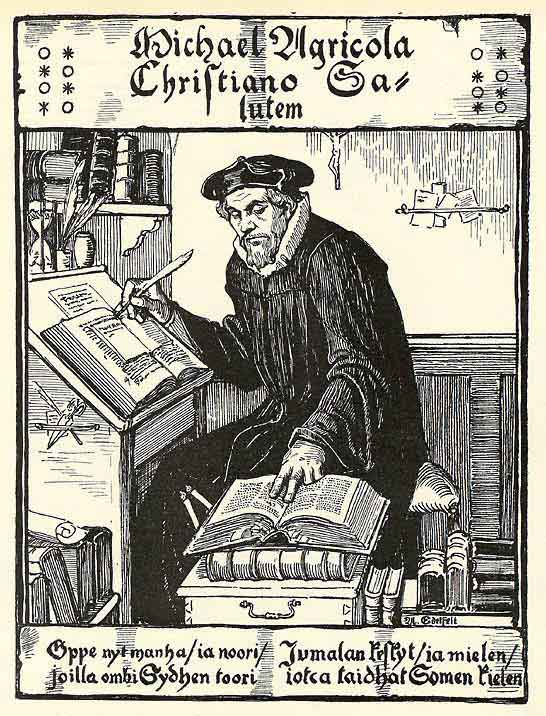
미카엘 아그리콜라.

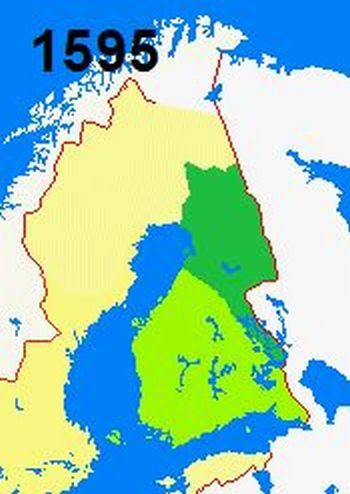
테우시나 조약으로 정한 스웨덴-러시아 국경.

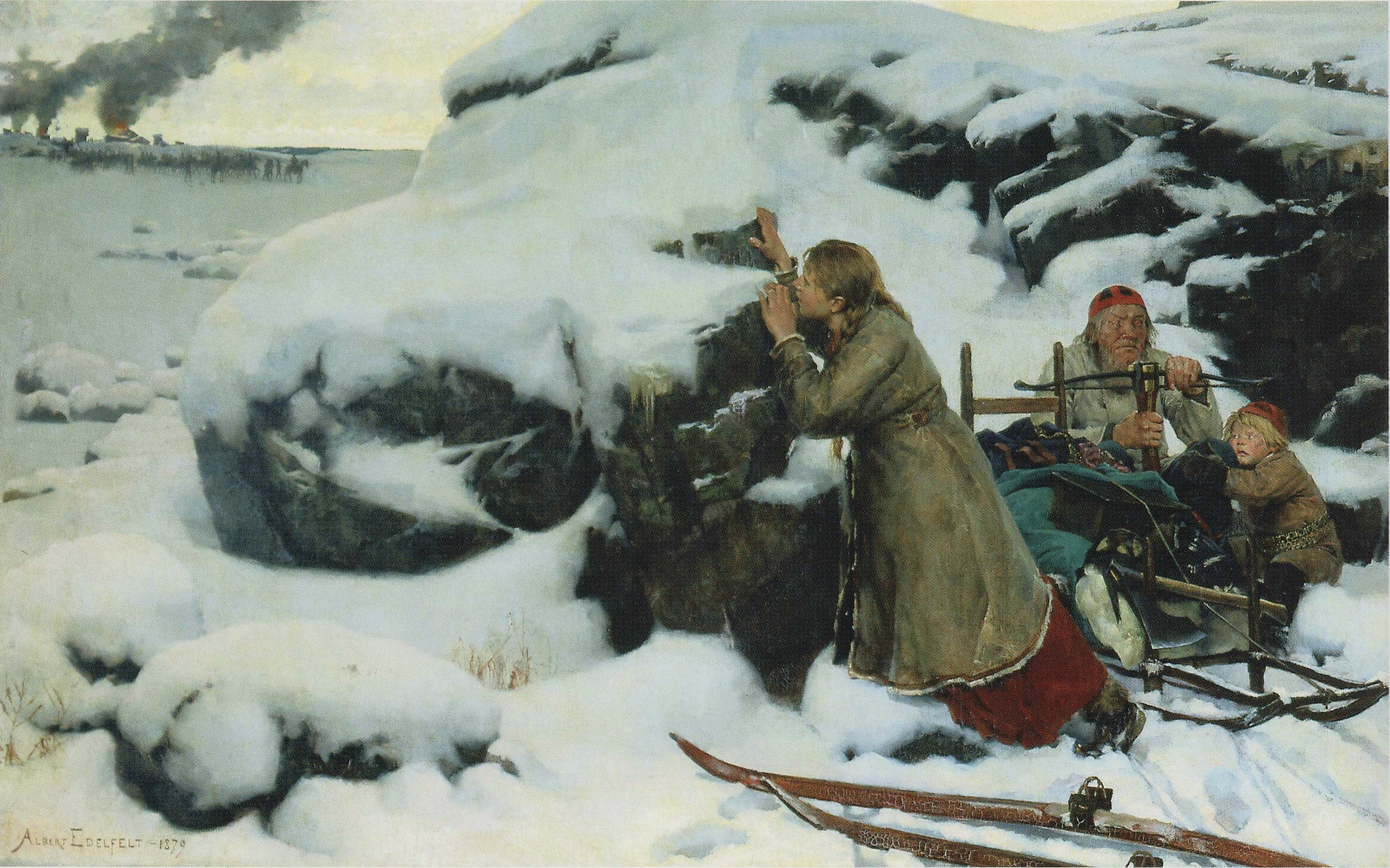
몽둥이 전쟁.

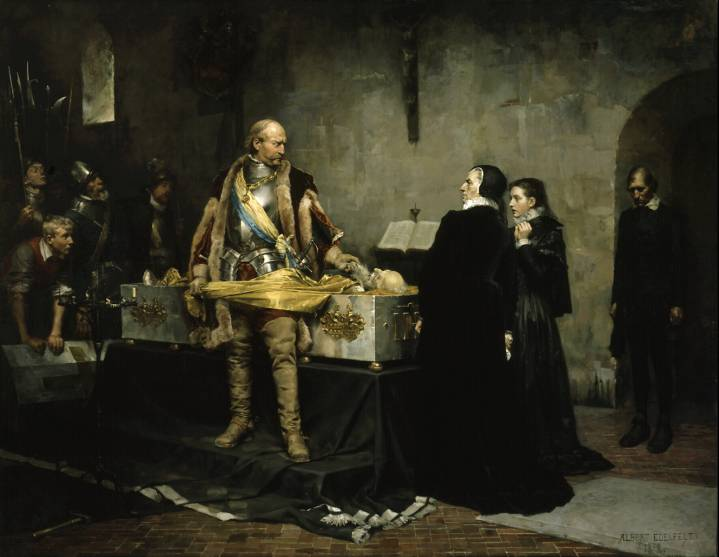
투르쿠 피바다 이후 클라스 플레밍의 시체를 모욕하는 칼 공작.

- 1523년: 구스타브 1세 바사가 스웨덴 왕이 되고, 스웨덴이 칼마르 연합에서 이탈하다.
- 1523년-1527년: 에리크 스벤손이 핀란드 주교가 되다.
- 1528년: 구스타브 1세 바사가 쿠이스토 주교성을 허무는 등 교회권력을 억제하다.
- 1528년-1550년: 마르티 스퀴테가 핀란드 주교가 되다.
- 1543년: 미카엘 아그리콜라가 최초의 핀란드어 책 『ABC서』를 집필하다.
- 1546년: 구스타브 1세 바사가 에케네스를 시로 승격시키다.
- 1550년: 구스타브 1세 바사가 헬싱보리를 세우다.
- 1555년-1557년: 스웨덴-러시아 대전쟁.
- 1556년: 구스타브 1세 바사의 장남 요한 왕자가 핀란드 공작이 되다.
- 1558년: 요한이 포리를 세우다.
- 1568년-1592년: 요한 3세 바사가 스웨덴 왕이 되다.
- 1570년-1595년: 스웨덴과 러시아가 전쟁하다.
- 1570년-1597년: 클라스 플레밍이 빅키 남작으로 봉작되다.
- 1580년: 스웨덴이 캐키살미를 정복하다.
- 1581년: 요한 3세 바사가 핀란드 대공을 칭하다.
- 1583년: 야코부스 핀노가 최초의 핀란드어 성가집을 편찬하다.
- 1590년: 요한 3세 바사의 차남 요한이 핀란드 공작이 되다.
- 1590년: 오울루성이 완공되다.
- 1592년-1599년: 요한 3세 바사의 장남 시기스문드 바사가 스웨덴 왕이 되다. 시기스문드는 1587년에 폴란드 왕으로 먼저 선출되어 이미 폴란드 왕이었고, 폴란드인 정체성이 더 강했기에 스웨덴 귀족들은 그에게 반항했다.
- 1593년: 웁살라 교회회의에서 루터교가 스웨덴 국교로 정해지다.
- 1595년 5월 18일: 테우시나 조약. 스웨덴과 러시아의 전쟁이 종결되다. 조약에 따라 스웨덴은 북에스토니아를 먹고, 핀란드에서의 러시아와의 국경을 북극해의 바랑게르협만으로 확정하다.
- 1596년-1597년: 몽둥이 전쟁.
- 1597년-1599년: 시기스문드 폐위전쟁.
- 1597년: 스웨덴의 내전을 틈타 러시아가 캐키살미를 정복하다.
- 1599년 11월 10일: 투르쿠 피바다.
- 1599년-1604년: 칼 아브 쇠데르만란드 공작이 스웨덴 섭정이 되다.
- 1599년: 칼 공작이 핀란드 전역을 장악하다.
- 17세기: 루터교 정통주의가 핀란드의 지배적 종교가 되다.
- 17세기: 『아이톨라흐티의 서』가 편찬되다.
- 1601년: 짚의 해. 600년만의 강추위로 핀란드 역사상 최악 수준의 흉년이 닥치다.
- 1604년-1611년: 칼 공작이 칼 9세 바사로 즉위하다. 폴란드-스웨덴 동군연합의 해소.
- 1605년 4월 8일: 칼 9세 바사가 오울루시를 세우다.
- 1608년-1680년: 헨리크 브레데의 후손들이 엘리매키 남작으로 봉작되다.
- 1608년-1610년: 데 라 가르디에의 원정. 스웨덴이 러시아 왕위계승 분쟁에 미하일 스코핀슈이스키의 편을 들어 참전하다.
- 1610년-1617년: 잉그리아 전쟁.
- 1611년-1632년: 구스타브 2세 아돌프가 스웨덴 왕이 되다.
- 1611년: 스웨덴이 캐키살미를 정복하다.
- 1612년: 스웨덴이 패키낼린나를 정복하다.
- 1614년-1680년: 악셀 옥센셰르나가 켈미외 남작으로 봉작되다.

### 스웨덴 전성시대(1617년–1721년)

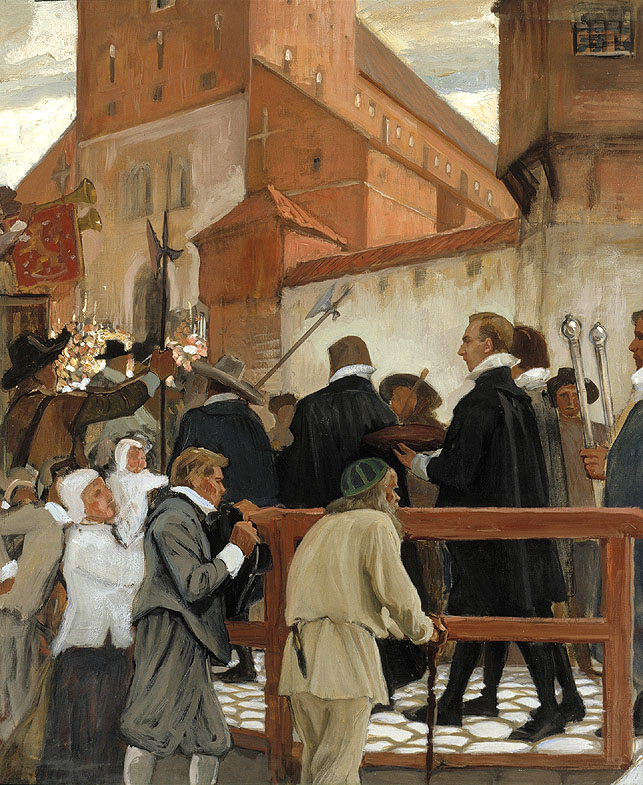
투르쿠 한림원의 개설.

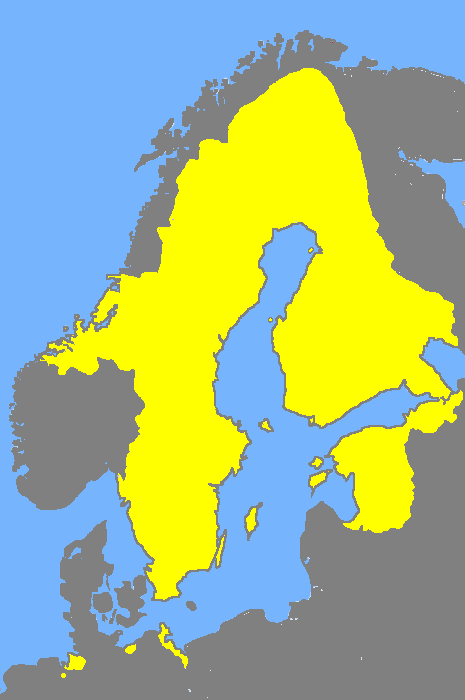
제2차 북방전쟁에 승리하고 팽창 절정기에 달한 1658년의 스웨덴 제국.

- 1617년 2월 27일: 스톨보보 화약. 잉그리아 전쟁이 스웨덴의 승리로 끝나다. 스웨덴이 캐키살미와 잉그리아를 가져감으로써 러시아가 발트해로 나갈 길을 잃다.
- 1632년–1654년: 구스타브 2세 아돌프의 딸 크리스티나가 스웨덴 여왕이 되다.
- 1634년: 스웨덴령 핀란드의 행정구역이 개편되어 카리알라주, 캐키살미주, 포흐얀마주, 투르쿠주, 우시마주, 해메주로 나뉘다.
- 1637년-1654년: 페르 브라헤 덴 윙레 백작이 핀란드 총독이 되다. 소위 백작시대(Kreivin aika).
- 1638년 9월 6일: 핀란드 체신청이 설치되다.
- 1639년: 해멘린나와 사본린나가 세워지다.
- 1640년: 투르쿠 한림원이 세워지다.
- 1642년: 핀란드어 성경전서가 출판되다.
- 1642년: 포흐얀마주가 남쪽의 바사주와 북쪽의 오울루주로 나뉘다.
- 1646년-1680년: 구스타브 2세 아돌프의 서자 구스타브 구스타브손이 바사보리 백작으로 봉작받다.
- 1648년: 바사주와 오울루주를 다시 포흐얀마주로 합치다.
- 1649년-1680년: 한스 바흐트마이스터가 코이비스토 남작으로 봉작받다.
- 1649년-1680년: 닐스 비엘케가 코릅포 남작으로 봉작받다.
- 1650년-1680년: 페르 브라헤 덴 윙레가 카야니 남작으로 봉작받다.
- 1650년-1681년: 악셀 릴리에가 키테 남작으로 봉작받다.
- 1650년-1680년: 오토 웩스쿨이 퓌해얘르비 남작으로 봉작받다.
- 1651년-1681년: 왼스 쿠르키가 렘팰래 남작으로 봉작받다.
- 1651년-1668년: 칼 구스타프 브랑엘이 살미 백작으로 봉작받다.
- 1651년-1675년: 가브리엘 벵그트손 옥센셰르나가 코르스홀름 백작으로 봉작받다.
- 1651년-1675년: 에리크 귈렌셰르나가 오울루 남작으로 봉작받다.
- 1651년-1675년: 괴란 파이쿨이 뵈위리 남작으로 봉작받다.
- 1651년-1680년: 구스타브 가브리엘손 옥센셰르나가 크루누포리 백작으로 봉작받다.
- 1651년-1680년: 헤르만 클라손 플레밍이 리페리 남작으로 봉작받다.
- 1651년-1680년: 아르비트 비텐베르크 폰 데베른이 로이마 남작으로 봉작받다.
- 1651년-1680년: 구스타브 호른이 포리 백작으로 봉작받다.
- 1651년-1680년: 구스타브 아담 바네르가 소르타발라 백작으로 봉작받다.
- 1651년-1680년: 라르스 카그가 토흐마얘르비 남작으로 봉작받다.
- 1651년-1680년: 에드문드 그리펜히엘름이 외르네홀름 남작으로 봉작받다.
- 1652년-1674년: 클라스 오케손 토트가 카를레포리 남작으로 봉작받다.
- 1652년-1675년: 셰링 로젠한이 이칼라포리 남작으로 봉작받다.
- 1652년-1675년: 마티아스 소프가 리밍카 남작으로 봉작받다.
- 1652년-1675년: 아르비트 비텐베르크 폰 데베른이 뉘포리 백작으로 봉작받다.
- 1652년-1680년: 야콥 릴리에획이 내르피외 남작으로 봉작받다.
- 1652년-1680년: 클라스 볠켄셰르나가 퓌해요키 남작으로 봉작받다.
- 1654년-1660년: 칼 10세 구스타브가 스웨덴 왕이 되다.
- 1656년-1658년: 러시아와 스웨덴이 카리알라-잉그리아 땅에서 전쟁하다. 제2차 북방전쟁의 북부전선.
- 1656년: 러시아군이 핀란드 땅을 침공하다.
- 1658년: 발리에사레 조약.
- 1660년대-1680년대: 스웨덴 전역에서 대규모로 마녀사냥이 벌어지다.
- 1660년-1697년: 칼 11세가 스웨덴 왕이 되다.
- 1661년 6월 21일: 카르디스 조약. 제2차 북방전쟁 북부전선이 스웨덴의 승리로 종결되다.
- 1696년-1697년: 대죽음의 해. 기근과 질병으로 당시 핀란드 인구 50만명 중 3분의 1 가량인 12만 명이 죽다.
- 1697년-1718년: 칼 12세가 스웨덴 왕이 되다.
- 1700년-1721년: 대북방전쟁.
- 1714년-1721년: 대격노. 대북방전쟁 중 러시아군의 핀란드 침공 및 점령기.
- 1718년-1720년: 울리카 엘레오노라가 스웨덴 여왕이 되다.
- 1718년-1719년: 올란드 회의. 올란드에서 스웨덴과 러시아가 대북방전쟁을 종결을 위해 논의하다.

### 자유시대및구스타브 시대(1721년–1809년)

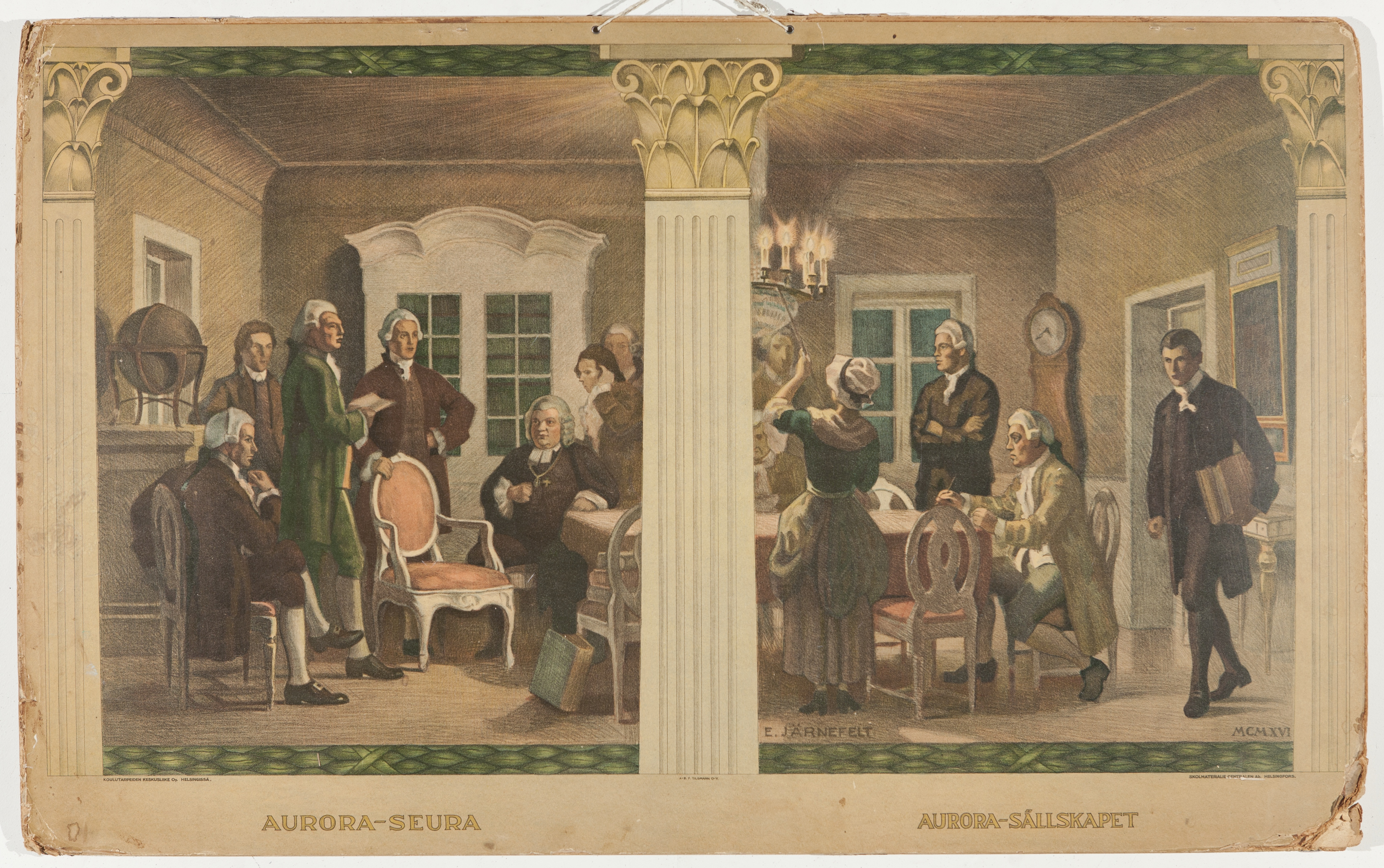
아우로라 결사.

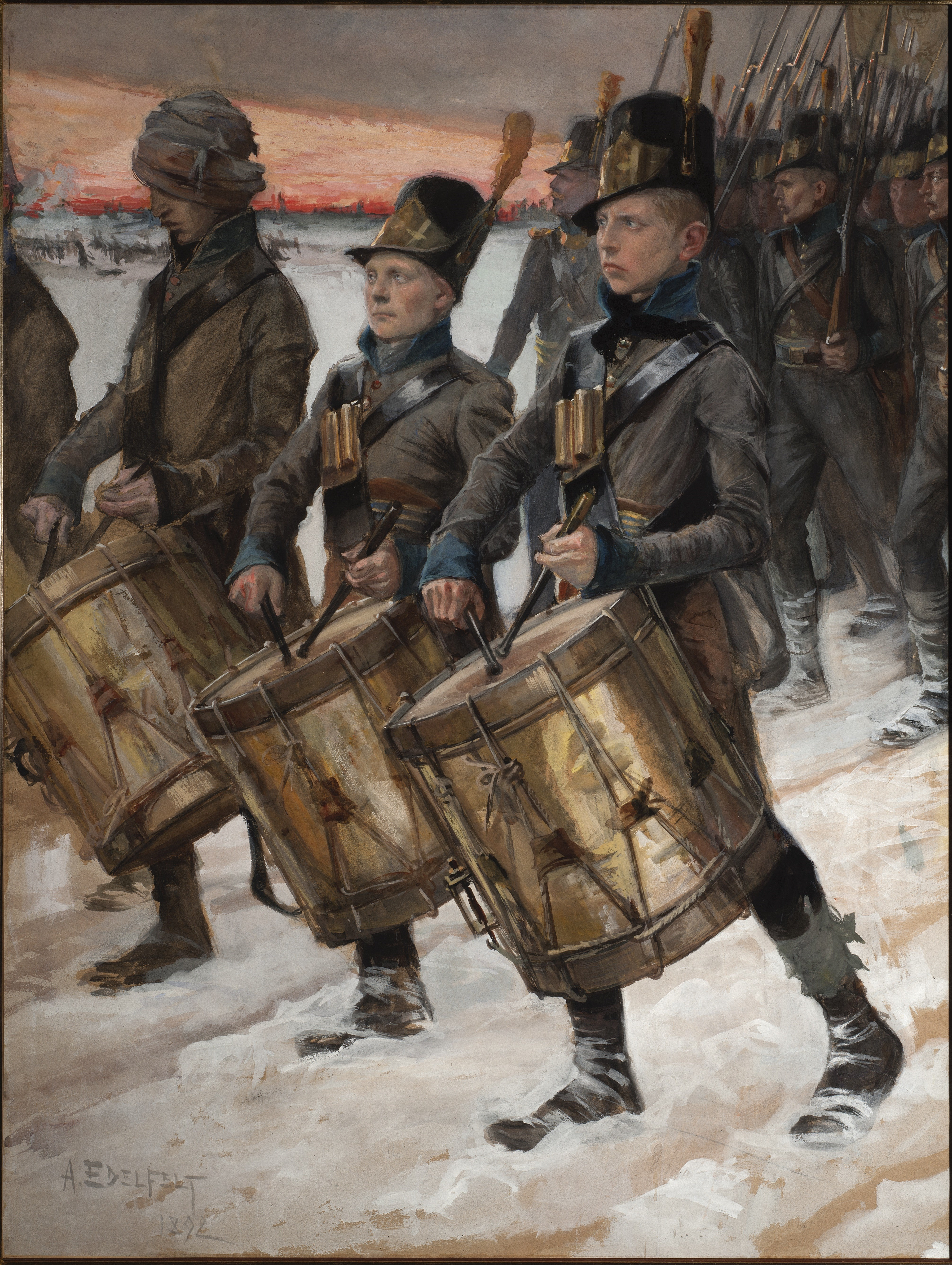
핀란드 전쟁.

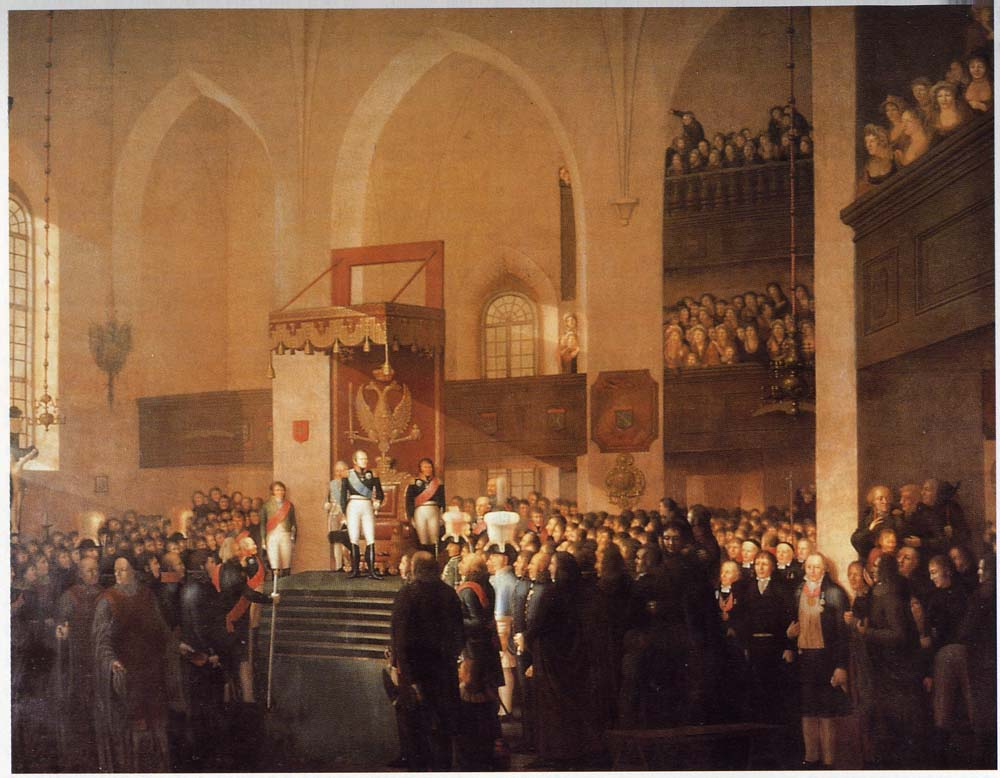
포르보 국회.

- 1720년-1751년: 프레드리크 1세가 스웨덴 왕이 되다.
- 1721년 8월 30일: 뉘스타드 조약. 대북방전쟁이 스웨덴의 패배로 종결되다. 스웨덴은 러시아에 잉그리아, 에스토니아, 리보니아, 캐키살미, 서키라알라를 할양하고 동북유럽의 패자 자리에서 상실하다.
- 1741년-1743년: 소격노. 러시아 점령에 저항한 스웨덴 잔류파의 반란.
- 1742년: 핀란드 왕국 구상.
- 1743년: 투르쿠 화약.
- 1751년-1771년; 아돌프 프레드리크가 스웨덴 왕이 되다.
- 1770년대: 윌리토르니오에서 비클룬드파 종교개혁운동이 유행하다.
- 1770년-1779년: 투르쿠에서 아우로라 결사라는 비밀결사가 활동하다.
- 1771년-1792년: 구스타브 3세가 스웨덴 왕이 되다.
- 1771년: 투르쿠에서 핀란드 최초의 신문 『티드닝가르 우트기브네 아브 에트 셀스캅 이 오보』가 발행되기 시작하다. 주필은 헨리크 가브리엘 포르한과 요한 릴리우스.
- 1776년: 투르쿠에서 핀란드 최초의 핀란드어 신문 『수오멘키엘리세트 티에토사노마트』가 발행되기 시작하다. 주필은 안티 리첼리우스.
- 1781년-1786년: 수오멘린나와 투르쿠에서 발할라 결사가 활동하다.
- 1788년-1790년: 구스타브 전쟁.
- 1790년 8월 14일: 배랠래 화약. 구스타브 전쟁이 전쟁 이전으로의 회귀로 종결하다.
- 1792년-1809년: 구스타브 4세 아돌프가 스웨덴 왕이 되다.
- 1792년-1796년: 구스타브 4세 아돌프가 연소하여 칼 아브 쇠데르만란드 공작이 섭정하다.
- 1796년: 구스타브 4세 아돌프가 성인이 되어 친정하다.
- 1800년: 스웨덴 경제가 위기에 처하다. 구스타브 4세 아돌프가 증세를 위해 노르셰핑에서 의회를 열다.
- 1800년: 스웨덴이 러시아, 프로이센, 덴마크와 중립동맹을 맺지만 영국의 압력으로 이내 탈퇴하다.
- 1802년 6월: 구스타브 4세 아돌프가 핀란드를 방문하여 투르쿠, 헬싱키, 로비사, 아흐벤코스키, 사보, 오울루를 순행하다.[6]:416—417
- 1805년: 스웨덴이 제3차 대불동맹에 가맹하고 포메라니아에 군대를 진주하다. 나폴레옹의 군대가 스웨덴군을 격파하자 스웨덴은 전쟁에서 물러나다.
- 1808년-1809년: 핀란드 전쟁.
- 1808년 2월 1일: 핀란드 연대들에 동원령이 떨어지다.
- 1808년 2월 21일: 러시아군이 선전포고 없이 퀴미강을 도하하여 아흐벤코스키와 엘리매키를 향해 진군하다.
- 1808년 3월 3일: 스웨덴에서 계엄령이 선포되다.
- 1808년 3월 5일; 덴마크가 스웨덴에 선전포고하다.
- 1808년 3월 22일: 러시아군이 투르쿠를 함락시키다.
- 1808년-1809년: 게오르그 망누스 슈프렝포르텐이 스웨덴의 마지막 핀란드 총독으로 재임하다.
- 1809년 3월 13일: 스웨덴에 쿠데타가 일어나 구스타브 4세 아돌프가 폐위되다.
- 1809년 3월: 포르보 국회가 소집되다.
- 1809년 9월 17일: 하미나 화약. 핀란드 전쟁이 러시아의 승리로 종결되다. 핀란드 전역이 러시아 제국에게[ 할양되다.

## 러시아 지배기

### 자치기 (1809년-1899년)

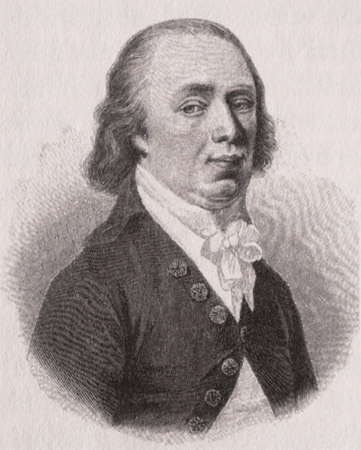
칼 에리크 만네르헤임 백작.

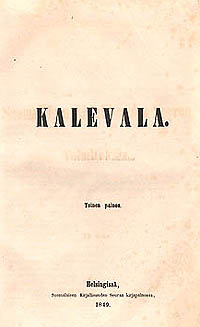
『칼레발라』.

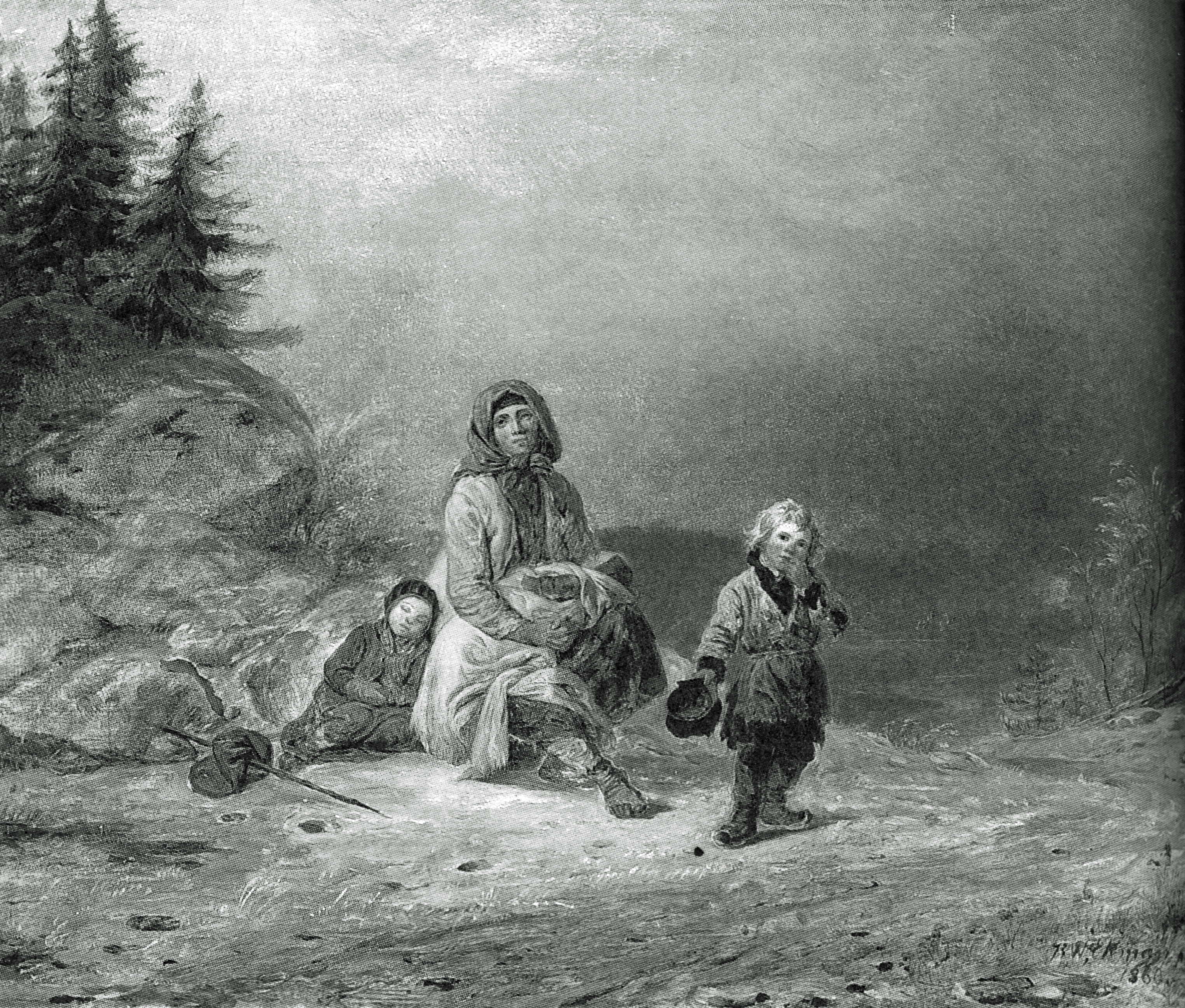
핀란드 대기근.

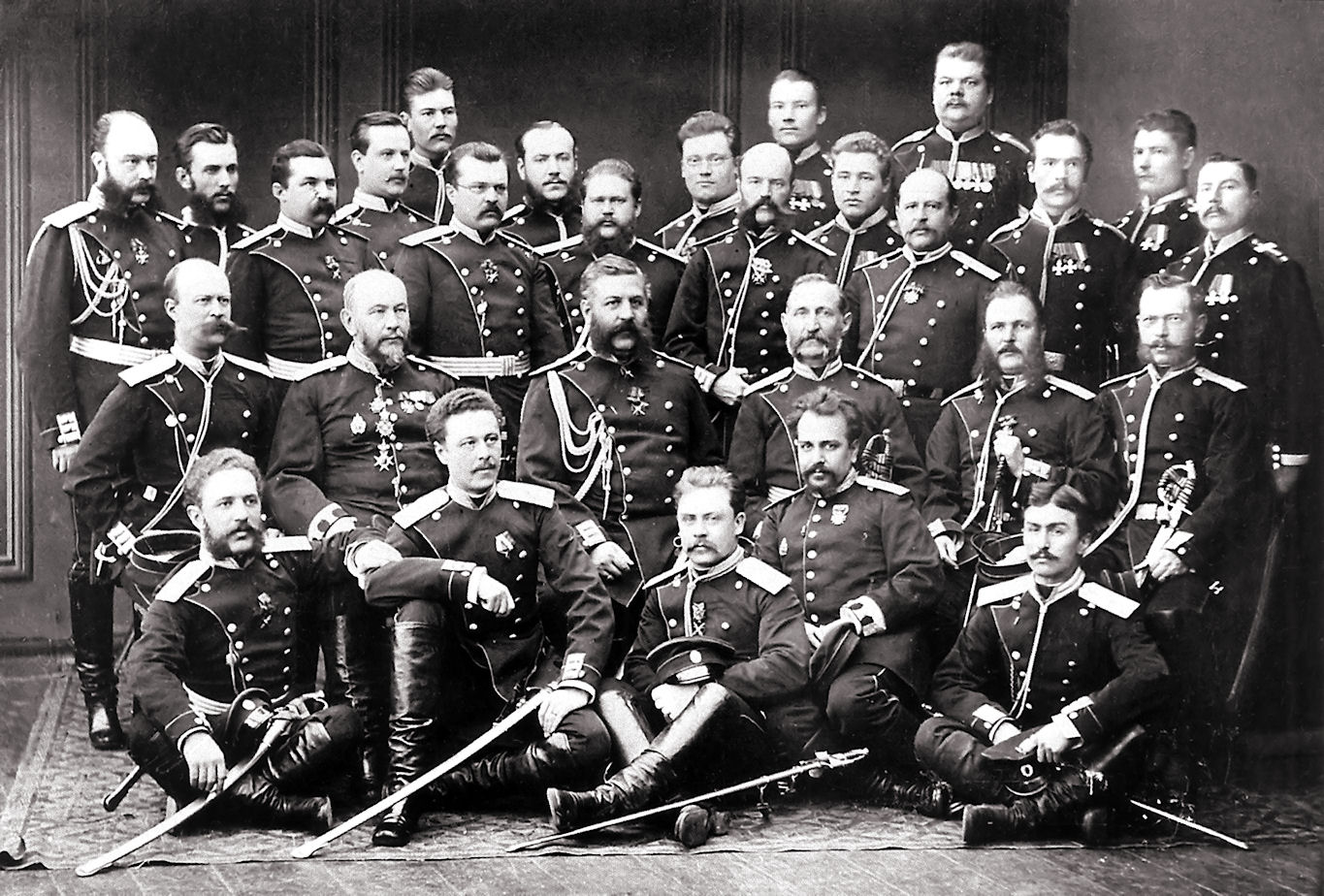
러시아-튀르크 전쟁 (1877년-1878년)에 종군하고 복귀한 핀란드인 친위대대 장교 및 부사관들.

- 1809년–1825년: 알렉산드르 1세가 핀란드 대공이 되다.
- 1809년–1863년: 국회가 거의 소집되지 않다.
- 1812년: 구핀란드(대북방전쟁 때 먼저 러시아에 할양된 땅)와 나머지 핀란드를 합치고, 헬싱키를 신생 핀란드 대공국의 수도로 삼다.
- 1817년: 에우라에서 카리스마주의 영성운동인 휩피헤래튀스가 출현하다.
- 1819년: 알렉산드르 1세가 핀란드를 방문하다.
- 1820년: 투르쿠에서 핀란드의 두 번째 핀란드어 신문 『투르쿠 빅코사노마트』가 간행되다.
- 1822년-1826년: 만네르헤임 원로원.
- 1820년대-1880년대: 포흐얀마 남부에서 푸코융카리가 크게 준동하다.
- 1825년-1855년: 니콜라이 1세가 핀란드 대공이 되다.
- 1826년-1828년: 폰 보른 원로원.
- 1827년 9월 4일: 투르쿠 대화재. 투르쿠가 전소하다.
- 1828년: 대학교가 헬싱키로 이전하다.
- 1828년-1833년; 팔크 원로원.
- 1833년–1841년: 햬르네 원로원.
- 1835년: 엘리아스 뢴로트가 『칼레발라』를 출간하다.
- 1836년-1845년: 스트루베 측지 아크가 제작되다.
- 1837년: 니콜라이 1세가 현지인들의 요청에 따라 패이얜네호 북안의 마을을 이위배스퀼래시로 승격시키다.
- 1840년대: 핀란드에서 레스타디우스파 운동이 출현해 확산되기 시작하다.
- 1841년–1858년: 폰 하르트만 원로원.
- 1848년: 헬싱키 쿰태흐티 광장에서 "Maamme"가 초연하다.
- 1849년 10월-11월: 핀란드 최초의 연쇄살인범 유하니 아타민포이카가 12명을 살해하다.
- 1852년 8월 3일: 바사 화재.
- 1854년-1855년: 크림 전쟁. 핀란드 해안도 전쟁에 휘말리다(올란드 전쟁).
- 1855년-1881년: 알렉산드르 2세가 핀란드 대공이 되다.
- 1856년 3월 30일: 파리 강화조약. 크림전쟁이 러시아의 패배로 종결하다. 올란드 제도는 비무장지대가 되다.
- 1856년 9월 7일: 사이마 운하가 착공하다.
- 1857년: 이위배스퀼래에 최초의 핀란드어 진학교가 세워지다. 같은 곳에 1863년에 사범학교, 1864년에 여자진학교가 세워지다.
- 1858년–1882년: 노르덴스탐 원로원.
- 1858년: 핀란드 교통이 좌측통행에서 우측통행으로 바뀌다.
- 1860년: 요한 빌헬름 스넬만이 추진하여 핀란드 마르카가 도입되다.
- 1862년: 헬싱키-해멘린나 구간에 핀란드 최초의 열차 노선이 부설되다.
- 1863년: 헬싱키 국회. 핀란드의 자치권이 강화되다.
- 1865년: 지방법으로 행정구와 교구가 분리되다.
- 1867년-1868년: 이끼의 해. 핀란드에서 발생한 마지막 대기근. 인구의 2할인 27만 명이 사망하다.
- 1879년: 이발로강에서 사금이 발견되다. 제1차 라피 골드러시.
- 1878년: 마르카화의 가치가 금본위제가 되다.
- 1879년: 완전한 사업의 자유가 보장되다.
- 1881년-1894년: 알렉산드르 3세가 핀란드 대공이 되다.
- 1882년-1884년: 핀란드 극지원정. 소단퀼래와 이발로에서 지자기 및 기상측정을 수행하다.
- 1882년–1885년: 아브 포르셀레스 원로원.
- 1885년–1891년: 투데르 원로원.
- 1887년: 콜라 대원정. 핀란드 과학자들이 콜라반도에 연구답사를 가다.
- 1890년-1914년: 핀란드 미술의 황금시대.
- 1890년 6월 12일: 핀란드 체신청이 러시아 체신청에 합병되다.
- 1891년–1900년: 린데르 원로원.
- 1894년-1917년: 니콜라이 2세가 핀란드 대공이 되다.
- 1896년 3월 1일: 안트레아 열차폭발사고.
- 1899년 5월 10일: 카를 에밀 말멜린이 누르미얘르비에서 일곱 명을 살해하다.
- 1899년: 핀란드 사회민주당의 전신, 핀란드 노동당이 창당하다.

### 압제기 (1899년-1917년)

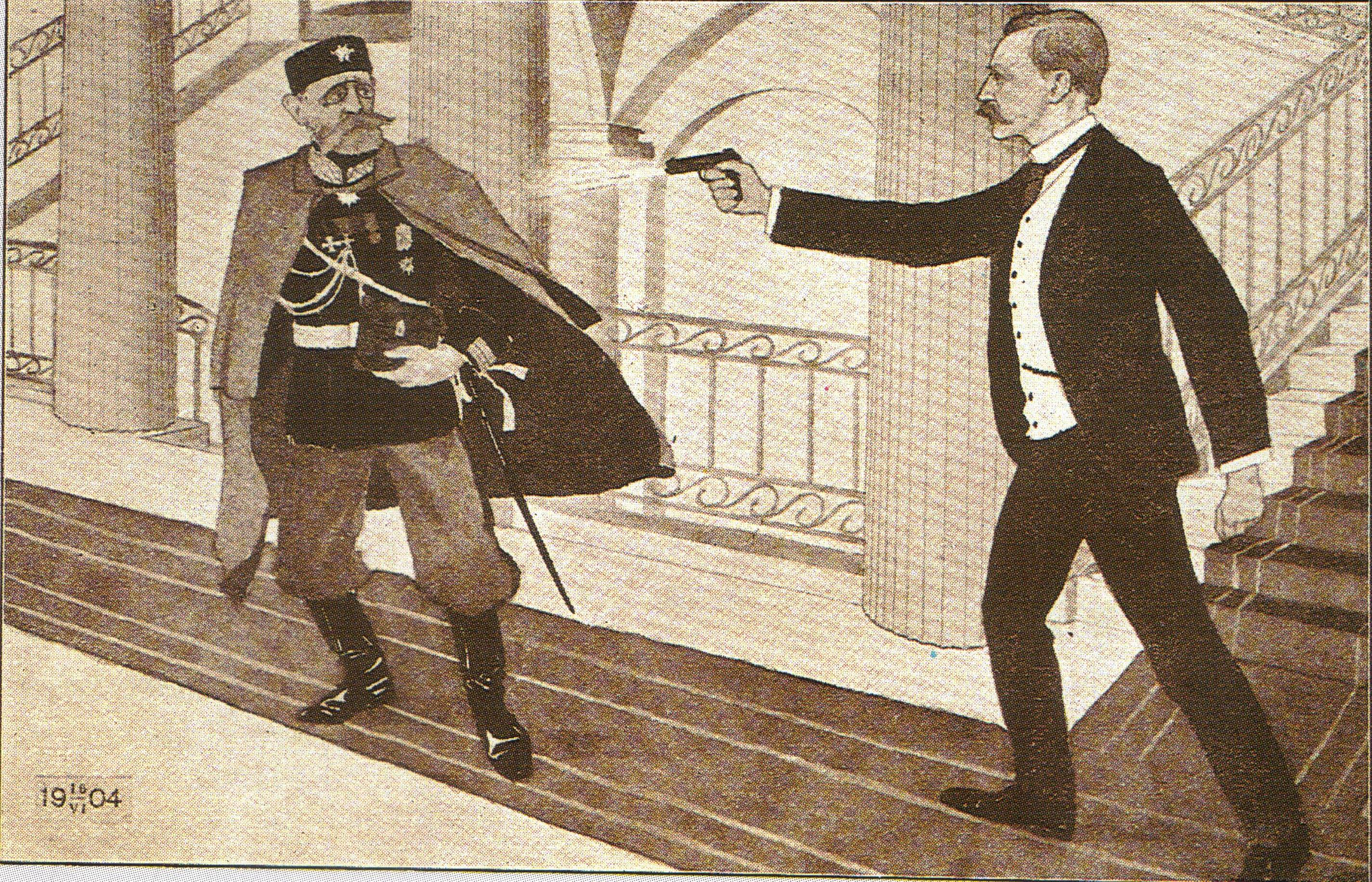
에우겐 샤우만의 보브리코프 총독 암살.

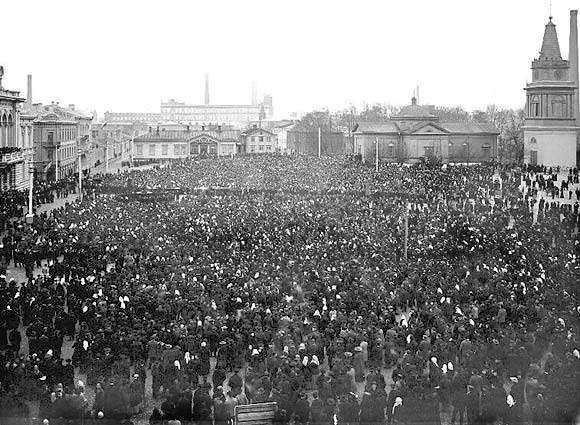
1905년 총파업.

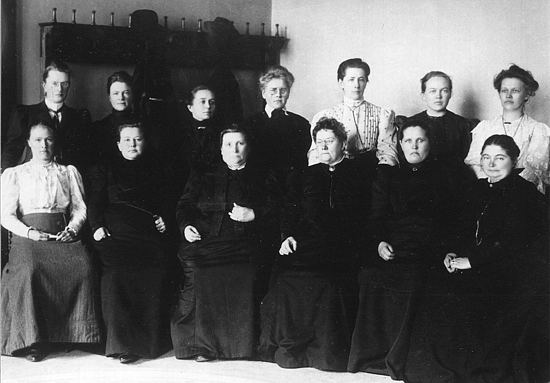
1907년 의회선거에서 선출된 세계 최초의 여성 의원들.

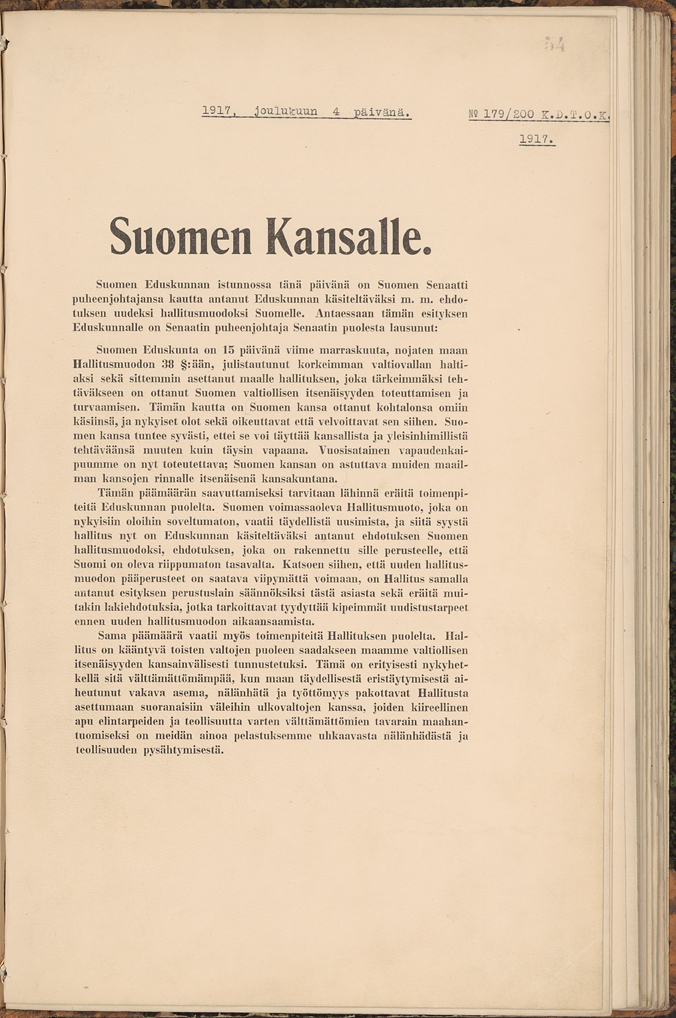
핀란드 독립선언.

- 1899년: 니콜라이 2세가 2월 선언을 발표. 제1차 압제기의 개시. 핀인들은 대진정을 작성하다.
- 1899년-1905년: 제1차 압제기.
- 1900년-1905년: 린데르 원로원.
- 1900년: 10년 안에 핀란드의 행정 및 사법 문서들에서 사용되는 핀란드어와 스웨덴어를 러시아어로 교체하겠다는 언어선언이 발표되다.
- 1901년: 핀란드군을 폐지하고 핀인들을 러시아 육군에 복무하도록 하다.
- 1902년: 위 조치에 핀인들이 저항하여 니콜라이 2세가 철회하다.
- 1903년 8월 16일: 우쿠니에미 선박사고.
- 1904년 6월 16일: 에우겐 샤우만이 핀란드 총독 니콜라이 보브리코프를 암살하다.
- 1905년-1906년: 헬싱키에서 베리코이라트라는 비밀결사가 활동하면서 러시아 헌병, 경찰들을 암살하다.
- 1905년: 카리알라 인민권력이 결성되다.
- 1905년: 스트렝 원로원.
- 1905년 10월-11월: 대(大)총파업.
- 1905년 11월: 니콜라이 2세가 11월 선언을 발표하여 2월 선언을 철회하다.
- 1905년 1월 1일 SS 헬싱포르스 침몰사고.
- 1905년-1908년: 메켈린 원로원.
- 1906년: 의회개혁. 신분제 국회가 폐지되고 단원제 의회가 설치. 보통평등선거가 도입되고 여성에게 세계최초로 피선거권이 부여됨.
- 1906년 2월 26일: 러시아 국가은행 헬싱키 지점 강도사건.
- 1906년 8월 1일: 쿠닌카섬 화약폭발사고.
- 1906년 9월 25일: 헬싱키 카사르미가 폭탄사건.
- 1907년 5월 29일: 핀란드 최초의 영화 《밀주꾼들》이 상영회를 갖다.
- 1908년-1909년: 혤트 원로원.
- 1909년-1913년: 마르코프 원로원.
- 1909년-1914년: 제2차 압제기.
- 1910년 2월 26일: 코이비스토 학살.
- 1910년: 러시아 국가두마의 입법권이 핀란드에까지 미친다고 결정되다. 핀란드 자치권의 제도적인 부정.
- 1912년: 평등법. 핀란드 거류 러시아인들이 핀인들과 같은 권리를 갖다.
- 1912년: 이드만 횡령사건.
- 1912년 8월 29일: 눈난라흐티 광산사고.
- 1913년-1917년: 보로비티노프 원로원.
- 1914년: 핀란드를 완전히 동화시키자는 계획이 입안되다. 그러나 세계대전 발발로 인해 시행이 취소되다.
- 1914년-1918년: 제1차 세계대전
- 1915년: 엽병운동이 개시되다.
- 1917년 3월 16일: 러시아 2월 혁명으로 제정이 무너지면서 핀란드에 대한 압제정책이 철회되다.
- 1917년 3월 26일-9월 8일: 토코이 원로원.
- 1917년 7월 18일: 권력법이 통과되다.
- 1917년 8월 9일-8월 11일: 투르쿠 식량폭동.
- 1917년 5월-6일: 헬싱키 교회폭동.
- 1917년 9월 8일-11월 27일: 세탤래 원로원.
- 1917년 11월 15일: 사민당이 단독과반인 의회가 권력법에 따라 의회를 핀란드의 최고권력기구로 선언하다.
- 1917년 11월 7일: 러시아 10월 혁명.
- 1917년 11월 27일-1918년 5월 27일: 스빈후부드 원로원.
- 1917년 12월 4일: 핀란드 독립선언이 작성되다.

## 근현대사 (1917년-현재)

### 신생 공화국 건국기 (1917년-1939년)

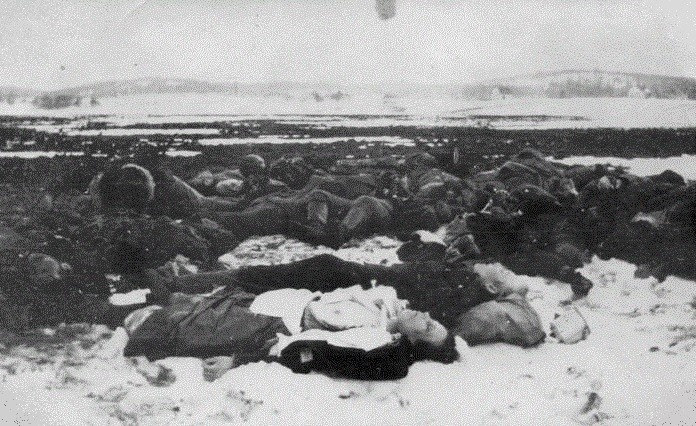
핀란드 내전.

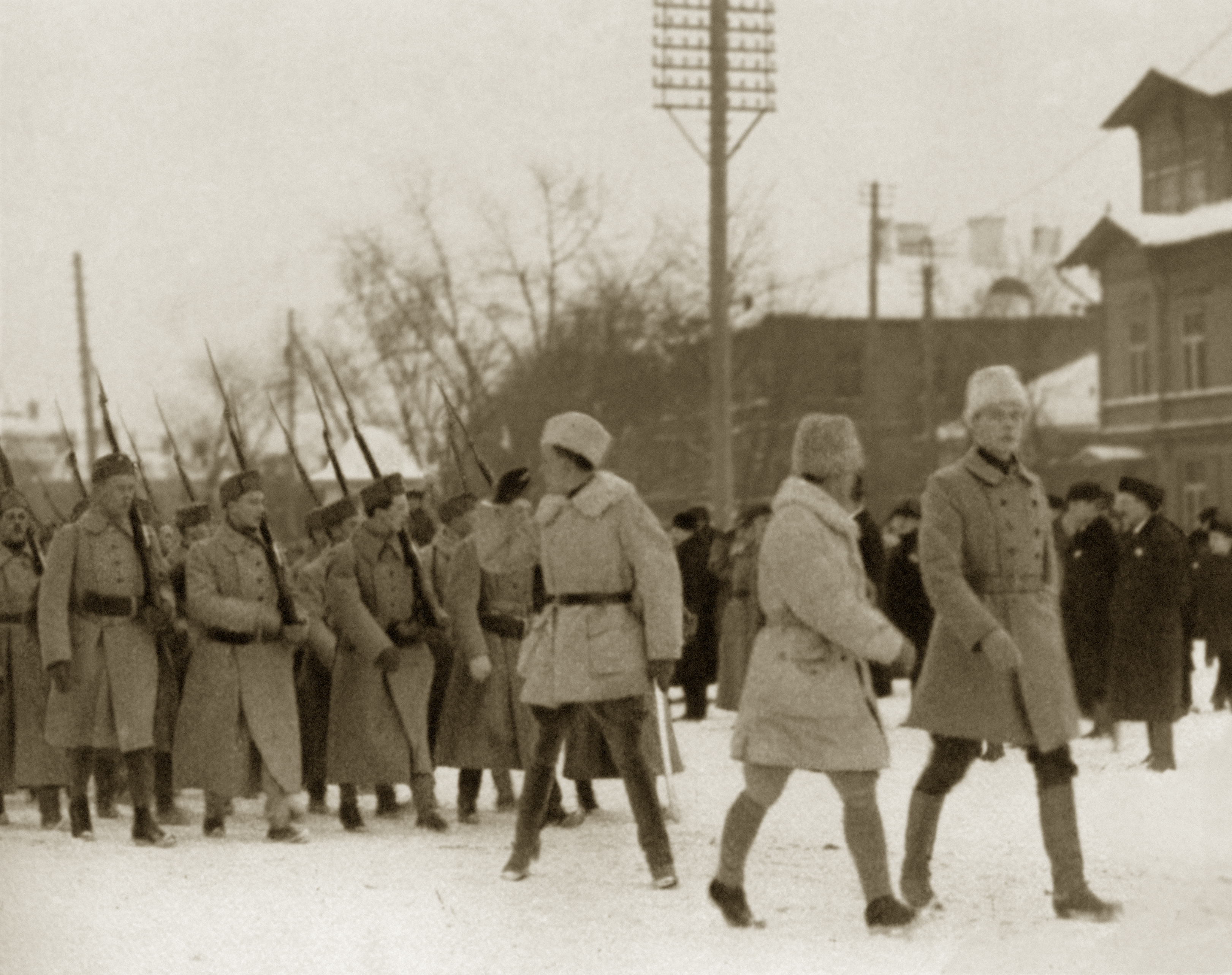
에스토니아 독립전쟁에 참전한 핀란드 의용병들.

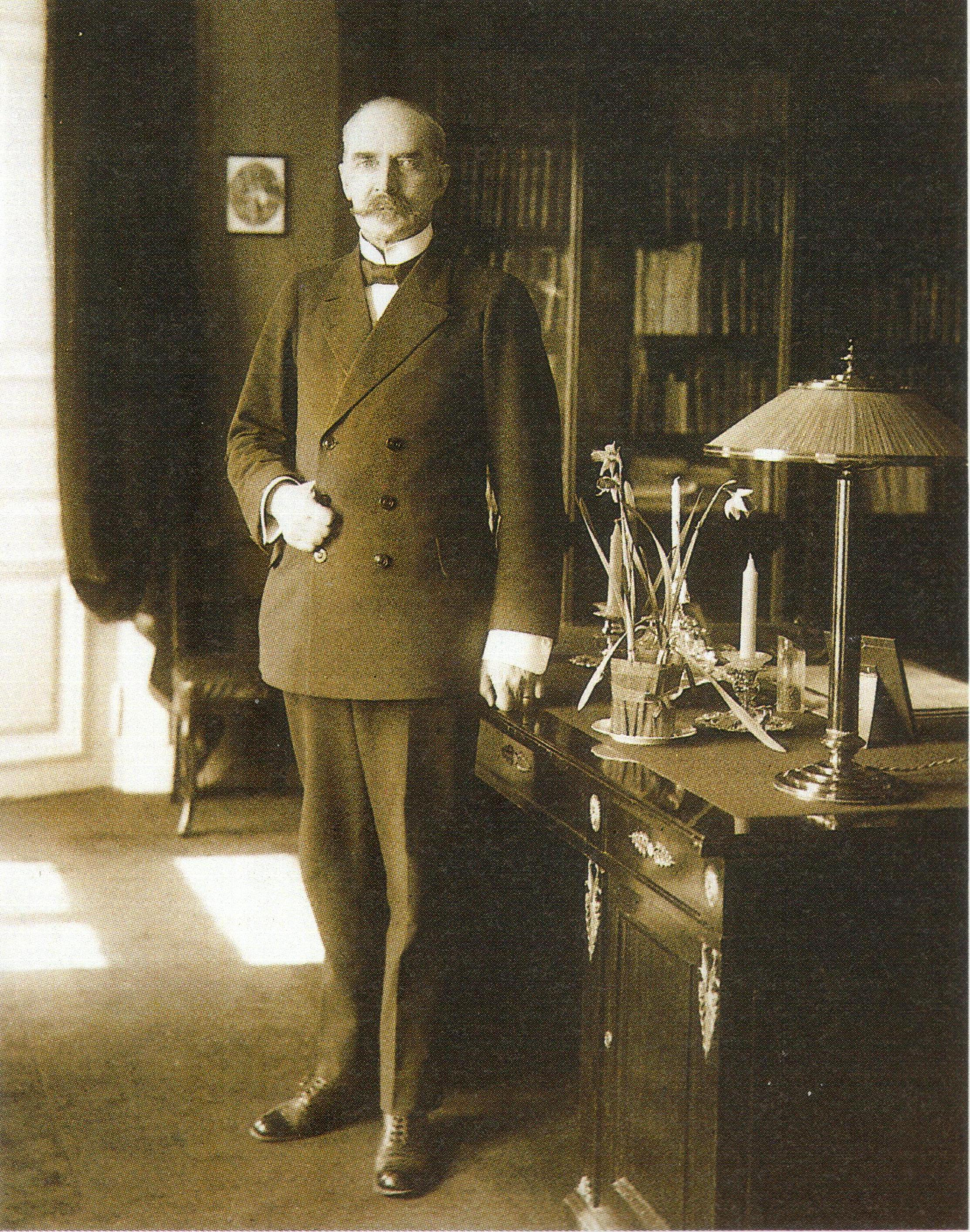
초대 대통령 카를로 유호 스톨베리.

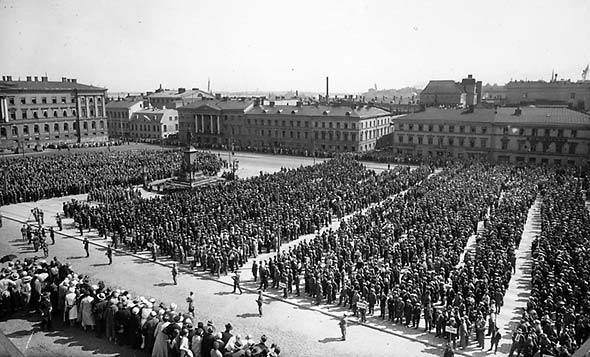
라푸아 운동의 "농민행진".

- 1917년 12월 6일: 핀란드가 독립을 선언하다.
- 1917년 12월 31일: 볼셰비키 정부가 핀란드의 독립을 승인하다.
- 1918년 1월 25일: 스빈후부드 원로원, 우익 민병대 시민위병(속칭 백위대)이 신생 핀란드의 국군이라고 선언하다
- 1918년 1월 27일-5월 14일: 핀란드 내전.
- 1918년 1월 29일-5월 3일; 바사 원로원.
- 1918년 2월 13일: 스웨덴이 올란드 제도를 점령하다.
- 1918년 3월 5일: 독일군이 올란드 제도를 점령하다.
- 1918년 5월 27일-11월 27일: 파시키비 원로원
- 1918년 5월 28일: 핀란드 의회가 청십자기를 핀란드의 국기로 통과시키고 원로원이 다음날 승인하다.
- 1918년: 적군(赤軍) 포로 555명에게 사형이 선고되다. 포로 12,000여명이 포로수용소에 방치되어 기아와 스페인독감으로 사망하다.
- 1918년: 페르 에빈드 스빈후부드 아브 크발스타드가 핀란드의 섭정이 되다.
- 1918년-1918년: 칼 구스타브 에밀 만네르헤임 남작이 핀란드의 섭정이 되다.
- 1918년: 핀란드가 1772년 정부형태법에 근거해 새로운 왕가를 모색, 독일 황제 빌헬름 2세의 매제 프리드리히 카를 폰 헤센이 왕으로 선출되다. 그러나 독일이 1차대전에 패배하면서 없던 일이 되다.
- 1918년: 차지상환법으로 농민 문제를 해소하다.
- 1918년-1922년: 핀란드 의용병들이 동카리알라, 잉그리아, 에스토니아 일대의 민족전쟁에 원정하다.
- 1919년 7월 17일: 핀란드가 공화국이 되다.
- 1919년: 핀란드에서 탈퇴해 스웨덴에 귀속되는 문제에 대해 올란드에서 비공식 주민투표가 실시되어 압도적으로 가결되지만 현실화되지 않다.
- 1919년-1925년: 카를로 유호 스톨베리가 초대 공화국대통령으로 재임하다.
- 1919년: 금주법이 제정되다.
- 1920년 4월 4일: 만네르헤임 암살미수사건.
- 1920년 10월 14일: 타르투 조약. 핀란드와 소비에트 러시아 사이에 국경이 확정되다. 핀란드는 북극해 항구인 페차모를 받는 대신, 핀란드에 귀속의사를 밝힌 동카리알라의 레폴라와 포라얘르비를 포기하다.
- 1920년: 핀란드가 국제연맹에 가맹하다.
- 1920년: 아베난마 자치법으로 올란드 제도에 광범위한 자치권을 보장하다.
- 1921년: 국제연맹이 올란드를 핀란드령으로 결정하다.
- 1921년: 의무교육법이 통과되다.
- 1925년-1931년: 라우리 크리스티안 렐란데르가 제2대 공화국대통령으로 재임하다.
- 1929년-1934년: 대공황이 핀란드를 덮치다.
- 1929년 8월 1일: 붉은 하루.
- 1929년-1932년: 자생적 파시즘 운동인 라푸아 운동이 출편하여 준동하다.
- 1930년: 라푸아 운동의 "농민행진"이 헬싱키로 진군하다.
- 1930년-1932년: 타타리수오 사건.
- 1931년: 핀란드 최초의 국민투표로 금주법이 철회되다.
- 1931년-1937년: 페르 에빈드 스빈후부드 아브 크발스타드가 제3대 공화국대통령으로 재임하다.
- 1932년: 맨챌래 반란. 라푸아 운동이 쿠데타를 기도했다가 실패하고 활동이 금지되다. 극우의 기세가 한풀 꺾이다.
- 1934년: 제2차 라피 골드러시(탄카바라 골드러시).
- 1937년-1940년: 퀴외스티 칼리오가 제4대 공화국대통령으로 재임하다.
- 1937년: 사회민주당과 농업동맹이 최초의 석간주 연정을 수립하다.

### 제2차 세계대전기 (1939년–1945년)

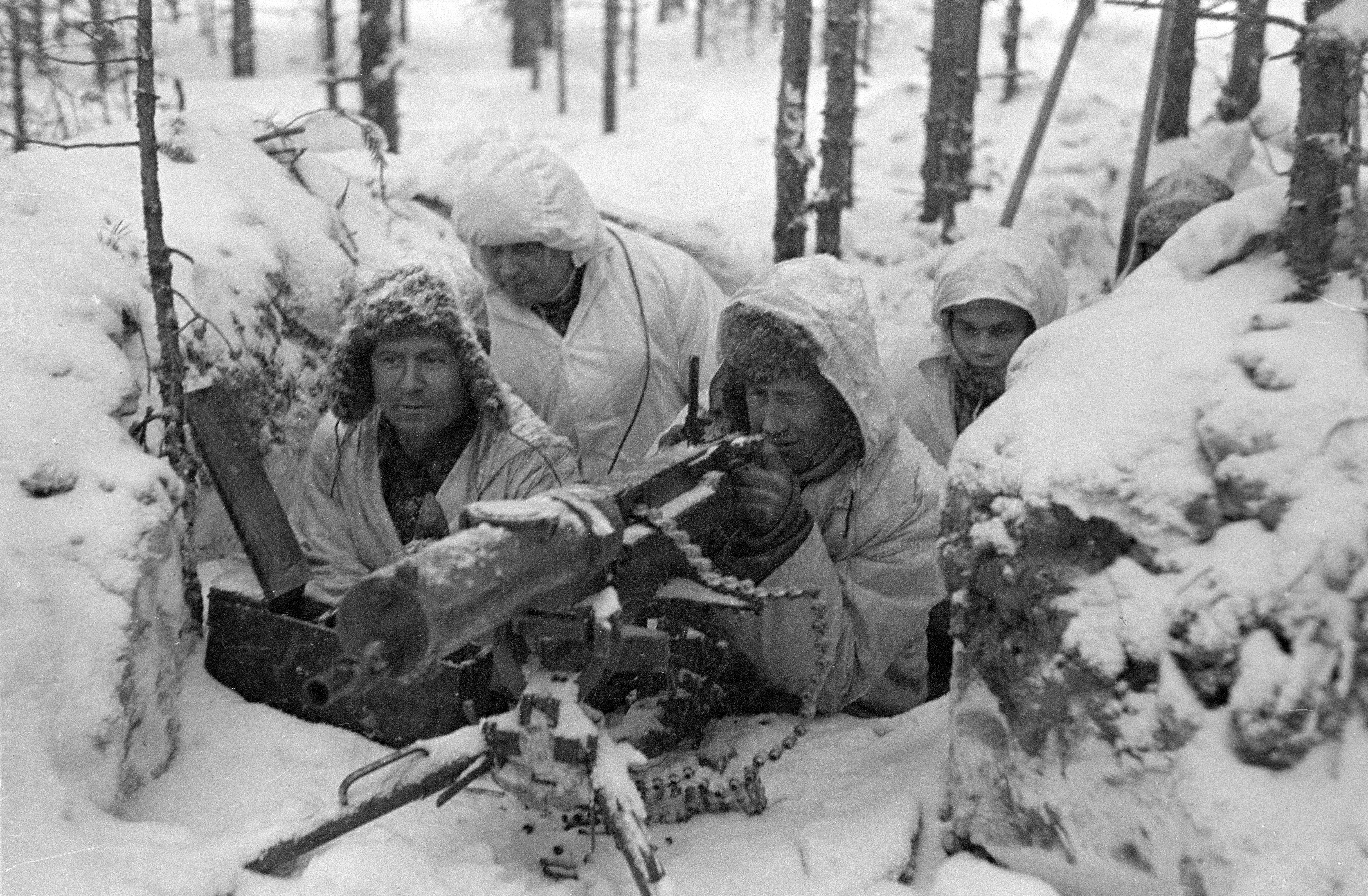
겨울전쟁.

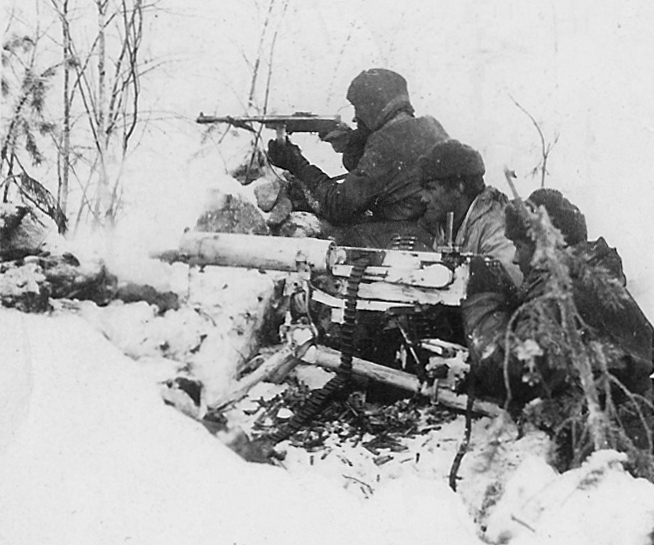
계속전쟁.

- 1939년 11월 30일-1940년 3월 13일: 겨울전쟁.
- 1939년: 프란스 에밀 실란패가 노벨 문학상을 수상하다.
- 1940년 1월 23일: 1월 약조. 전쟁수행을 위해 기업들이 노동조합을 인정하게 하다.
- 1940년: 모스크바 평화 조약. 겨울전쟁이 핀란드의 패배로 종결되다.
- 1940년-1944년: 리스토 뤼티가 제5대 공화국대통령으로 재임하다.
- 1940년 3월 13일-1941년 6월 25일: 휴전기.
- 1944년 6월 25일: 1944년 9월 4일: 계속전쟁.
- 1944년-1946년: 칼 구스타브 에밀 만네르헤임 남작이 제6대 공화국대통령으로 재임하다.
- 1944년 9월 15일-1945년 4월 27일: 라플란드 전쟁.
- 1945년: 아르투리 일마리 비르타넨이 노벨 화학상을 수상하다.
- 1945년: 제3차 라피 골드러시(렘멘요키 골드러시).
- 1945년-1948년: 인민민주동맹, 사회민주당, 농업동맹의 인민전선연정.

### 전후 재건기 (1945년-1950년대)

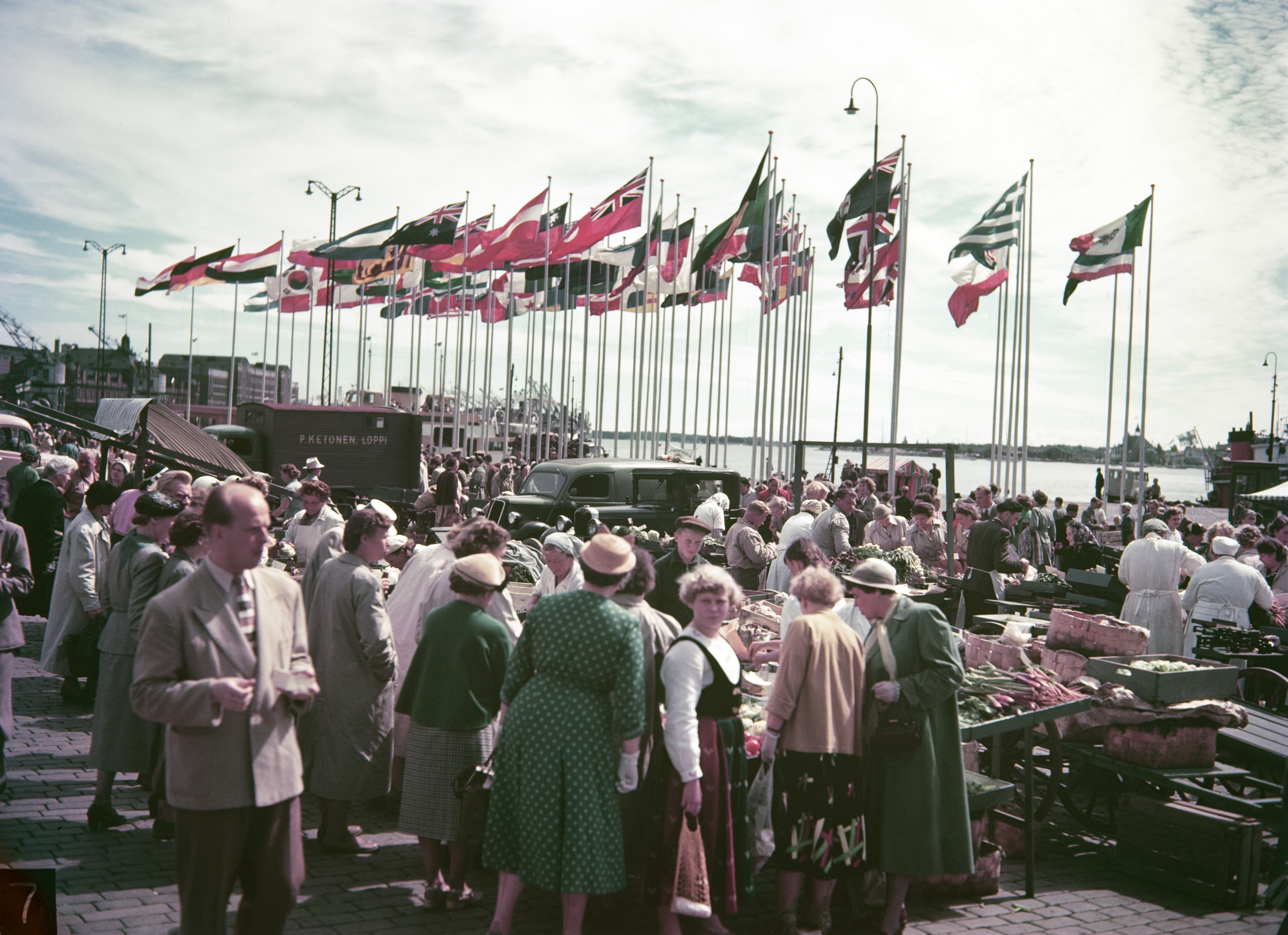
헬싱키 올림픽.

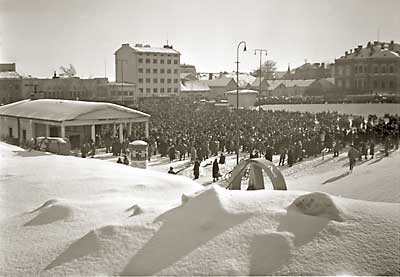
1956년 이위배스퀼래의 파업 시위대.

- 1946년-1956년: 유호 쿠스티 파시키비가 제7대 공화국대통령으로 재임하다.
- 1947년 2월 10일: 파리 강화조약.
- 1947년: 핀란드와 소련이 우호협조상호원조협약을 맺다.
- 1947년 4월 18일: 핀란드가 얘니스코스키-니스카코스키 지역을 소련에 할양하다.
- 1950년 2월 14일: 의회 폭탄사건.
- 1952년: 아르미 쿠셀라가 미스 유니버스로 뽑히다.
- 1952년 7월 19일-8월 3일: 헬싱키 올림픽이 개최되다.
- 1953년 5월 17일: 퀼리키 사리 피살사건.
- 1953년 10월: 칼라요키 반란.
- 1955년 5월 24일: 핀란드 최초의 텔레비전 방송이 개시되다.
- 1955년 12월 14일: 핀란드가 북유럽 협의회와 국제연합에 가맹하다.
- 1956년 3월 1일-3월 20일: 1956년 총파업.

### 구조개혁과 복지국가 이행기 (1950년대-현재)
- 1956년-1981년: 우르호 케코넨이 제8대 공화국대통령으로 재임하다.
- 1958년: YLE가 "수오멘 텔레비시오"라는 이름으로 정규 텔레비전 방송을 개시하다.
- 1958년 8월-12월: 밤서리 위기.
- 1959년 7월 27일: 아담스 영화사 화재. 많은 핀란드 초기 영화 작품이 소실되다.
- 1959년 7월 28일: 툴릴라흐티 이중살인사건.
- 1960년대: 마가린 추문.
- 1960년 6월 5일: 보돔호 살인사건.
- 1960년 12월: 운니수르마 살인사건.
- 1961년 10월-11월: 구술서 위기.
- 1968년 11월 25일: 헬싱키 구학생회관 점거사건
- 1969년: 최초의 노사정 포괄소득정책협정(리나마 1호).
- 1969년 3월 7일: 피흐티푸다스 경찰피살사건.
- 1970년: 제1회 루인스록이 개최되다.
- 1972년 5월 12일: 퀴턔얘 삼중살인사건.
- 1975년: 헬싱키에서 유럽안보협력회담이 개최되다.
- 1976년 4월 13일: 라푸아 탄약공장 폭발사고.
- 1977년 7월 10일-7월 13일: 아에로플로트 투폴레프 Tu-134 하이재킹 사건.
- 1977년 11월 26일: 쿠르시비 인쇄소 파괴사건.
- 1978년 9월 30일: 오울루 하이재킹 사건.
- 1979년 2월 17일: 랍파얘르비 지진. 핀란드에서 측정된 가장 강한 지진(매그니튜드 3.8).
- 1982년-1994년: 마우노 코이비스토가 제9대 공화국대통령으로 재임하다.
- 1982년 8월 2일: 헬싱키 메트로가 개통하다.
- 1986년 8월 8일-8월 9일: 미켈리 인질극.
- 1987년 1월 17일: 유말라 극장 추문.
- 1989년: 핀란드의 마지막 토지분배가 완료되다.
- 1889년 1월 25일: 라우만메리 학교 총격사건.
- 1991년: 핀란드 금융위기의 시작. 이 수습에 90년대를 다 보내게 된다.
- 1992년: 핀란드가 유럽 공동체에 가맹하다.
- 1992년 여름: 루오콜라흐티의 사자.
- 1994년-2000년: 마르티 아흐티사리가 제10대 공화국대통령으로 재임하다.
- 1994년 9월 28일: 연락선 M/S 에스토니안 웁포아미넨호가 침몰하다.
- 1995년: 핀란드가 유럽연합에 가맹하다.
- 1995년: 핀란드가 아이스하키 세계선수권에서 우승하다.
- 1997년 3월 20일-3월 21일: 헬싱키 정상회담.
- 1997년 10월 22일: 테흐단가 경찰피살사건.
- 1998년 4월 18일: 핀란드가 유럽경제통화동맹에 가맹하다.
- 1998년 11월 21일: 휘빙캐 토막살인사건.
- 1998년: 페새팔로 승부조작추문.
- 2000년 4월 23일-10월 12일: 시파단 인질극.
- 2000년; 새 헌법이 효력을 발휘하기 시작하다.
- 2000년-2012년: 타르야 할로넨이 제11대 공화국대통령으로 재임하다.

## 같이 보기
- 핀란드
- 핀란드의 역사
- 스웨덴의 역사
- 러시아의 역사
- 소련
- 핀란드의 대통령 목록